# Vetro
Il vetro è un materiale ottenuto tramite la solidificazione di un liquido non accompagnata dalla cristallizzazione. I vetri sono solidi amorfi, dunque non possiedono un reticolo cristallino ordinato, ma una struttura disordinata e rigida, composta da atomi legati covalentemente; tale reticolo disordinato permette la presenza di interstizi in cui possono essere presenti impurezze, spesso desiderate, date da metalli.
Inoltre i suddetti vetri potrebbero essere ottenuti a partire da qualunque liquido, attraverso un rapido raffreddamento che non dia alle strutture cristalline il tempo di formarsi. Nella pratica, hanno la possibilità di solidificare sotto forma di vetro solo i materiali che abbiano una velocità di cristallizzazione molto lenta, come per esempio l'ossido di silicio (SiO2), il diossido di germanio (GeO2), l'anidride borica (B2O3), l'anidride fosforica (P2O5), l'anidride arsenica (As2O5).
Un esempio di vetro naturale è l'ossidiana, prodotta dal magma vulcanico.
Nel linguaggio comune il termine vetro viene utilizzato in senso più stretto, riferendosi solamente ai vetri costituiti prevalentemente da ossido di silicio (vetri silicei), impiegati come materiale da costruzione (soprattutto negli infissi), nella realizzazione di contenitori (per esempio vasi e bicchieri) o nella manifattura di elementi decorativi (per esempio oggettistica e lampadari). La maggior parte degli utilizzi del vetro derivano dalla sua trasparenza, dalla sua inalterabilità chimica e dalla sua versatilità: infatti, grazie all'aggiunta di determinati elementi, è possibile creare vetri con differenti colorazioni e proprietà chimico-fisiche.
L'arte e tecnica della fabbricazione e della lavorazione del vetro è chiamata "ialurgia", dal greco ὕαλος (húalos), "vetro".

## Storia

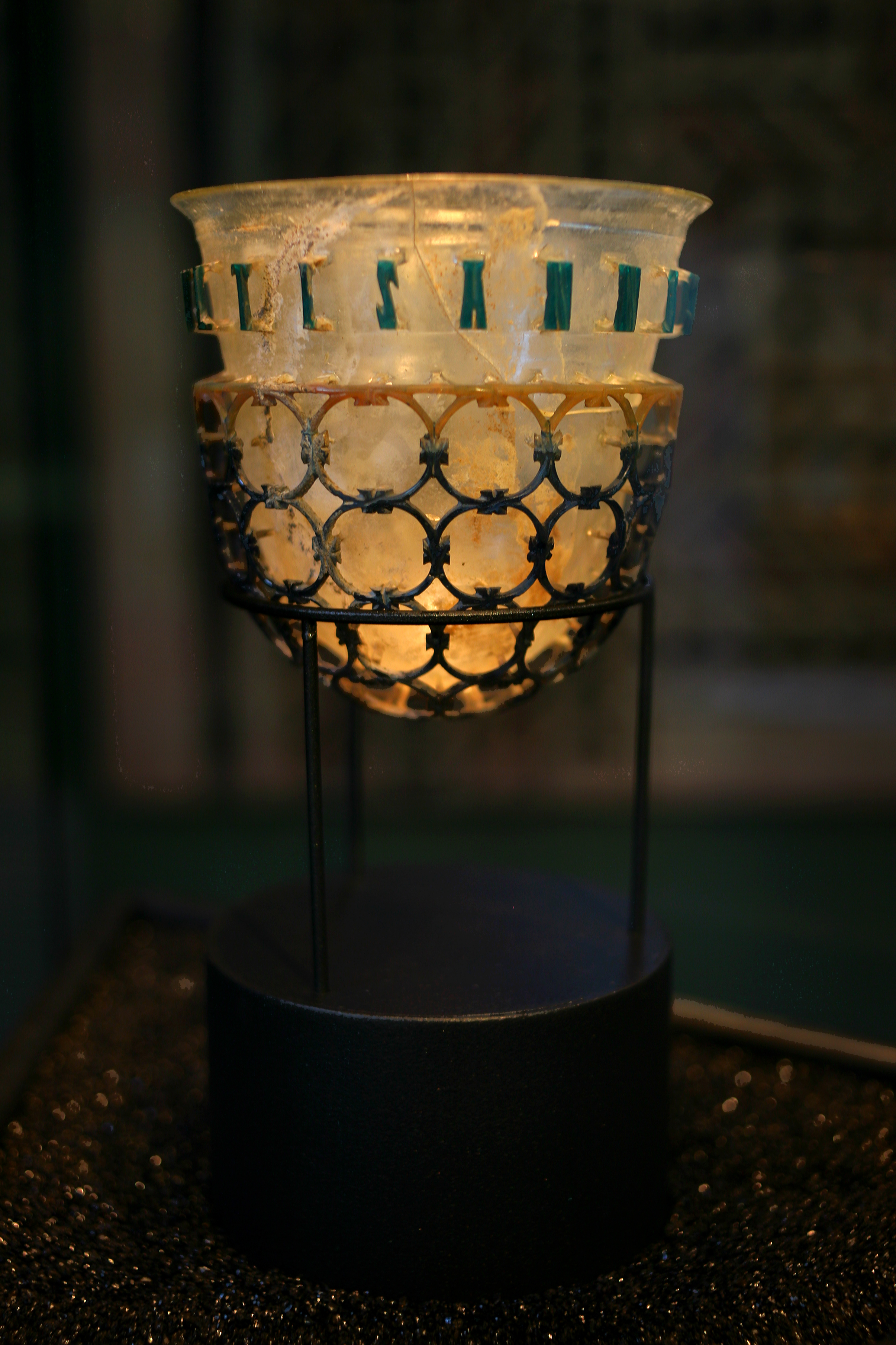
La diatreta Trivulzio di epoca romana del IV secolo d.C., conservata a Milano

### Vetro nell'antichità
Secondo Plinio il Vecchio (nel suo trattato Naturalis Historia), la creazione del vetro sarebbe addebitabile a un evento casuale, avvenuto per mano di alcuni mercanti fenici intenti ad accendere un fuoco per cucinare, sulle rive sabbiose del fiume Belo (un modesto fiume nell'attuale territorio di Israele).
Il riferimento di Plinio ai Fenici si deve probabilmente al fatto che, nel corso del I millennio a.C., prodotti in materiale vetroso (perle, pendenti, piccoli contenitori ecc.) di origine vicino-orientale ed egizia, si diffusero in tutto il Mediterraneo grazie alle attività commerciali (e alle produzioni) fenice.
Le origini del vetro, tuttavia, sono molto più antiche. Tra le sofisticate piro-tecnologie legate alla produzione di diversi materiali vetrosi (faience, glassy-faience, blu egizio, vetro ecc.) le più antiche sono quelle che permisero di vetrificare la superficie di piccoli ornamenti (dischetti, perle) o elementi decorativi (tarsie) con nucleo prima in steatite e poi in una sorta di ceramica silicea, la cosiddetta “faience”. Tale tecnologia compare già dal VI – V millennio a.C. in Mesopotamia e in Egitto e si diffonde verso occidente attraverso il Caucaso e il Mediterraneo nel corso del III millennio a.C. Piccoli oggetti (in genere perle) in vero e proprio vetro massiccio fanno la loro prima comparsa in ambito vicino orientale e mesopotamico nel corso della II metà del III millennio a.C., ma è solo attorno al XVI-XV sec.a.C. che una vera e propria industria vetraria (ornamenti, tarsie e piccoli contenitori su nucleo per cosmetici) si sviluppa quasi contemporaneamente in area vicino orientale-mesopotamica e in Egitto. Le fonti scritte dell’epoca (in particolare le cosiddette “lettere di Amarna”) descrivono il vetro come “lapislazzuli di fornace”, indicando presumibilmente la volontà di imitare una delle pietre preziose più ricercate dalle élite palatine. Per quanto “imitazione”, il vetro nella tarda età del Bronzo doveva essere considerato un materiale di prestigio: lo si trova in monili (collane) spesso in associazione a pietre semi-preziose (cristallo di rocca, corniola, turchese), ambra e talvolta all’oro..
Fin da subito il vetro viaggia. Lo dimostra molto bene il relitto scoperto al largo di Uluburun (Turchia sud-occidentale – fine del XIV sec. a.C.) nel cui carico sono stati trovati, tra l’altro, lingotti in vetro grezzo di produzione egizia e migliaia di perle di vetro. La nave era probabilmente diretta verso l’Egeo, dove il vetro era anche lavorato. Agli scambi tra la Grecia micenea e le comunità dell’età del Bronzo medio e recente italiane, particolarmente attivi tra XVI e XIII sec.a.C., si deve la comparsa delle prime perle di vetro nel Mediterraneo centrale.
Attorno al XIII sec.a.C. compaiono in Italia del nord i primi indizi archeologici di possibili produzioni e/o lavorazioni locali di vetro, ma è solo dal XII-XI sec.a.C. che una vera e propria industria del vetro è certamente attestata anche nel Mediterraneo centrale: quella di Frattesina di Fratta Polesine (Rovigo – Veneto) i cui prodotti (perle anulari e perle decorate) si diffondono - e forse sono imitati - in gran parte dell’Europa centro-settentrionale, fino al IX sec.a.C.
Intorno al 1000-500 a.C. risalgono piccoli vasi in vetro ritrovati in India e Cina.
Uno sviluppo della tecnica si ebbe poi nel VII-VI secolo a.C. in Fenicia, per produrre stoviglie, altri utensili e monili.
Nel mondo ellenico il vetro era molto diffuso per il trasporto e il commercio dei profumi, sotto forma di unguentaria e vasetti.
Nella metà del I secolo a.C. fu sviluppata la tecnica della soffiatura, ciò permise una produzione più facile, veloce ed economica, comportando un'enorme diffusione di oggetti in vetro. In base ai rinvenimenti archeologici e alle testimonianze letterarie, si ritiene che tale tecnica sia stata inventata nell'area siro-palestinese; la più antica testimonianza di un manufatto in vetro soffiato, infatti, proviene da Gerusalemme e risale alla prima metà del I secolo a.C.: consiste in alcuni tubicini di vetro chiusi da un lato e rigonfi dall'altro (alcuni fino a formare delle boccette bulbose), aventi un collo allungato, un orlo svasato e, solo in alcuni di questi tubicini, anche una decorazione costituita da filamenti colorati lungo il collo, poi attorcigliati e dilatati. Contemporaneamente, sempre in area siriana, si sviluppò anche la tecnica dei vetri stampati, che venivano commerciati un po' in tutte le provincie romane e che riproducevano le decorazioni in rilievo dei pregiati recipienti alessandrini in argento, come quelli prodotti intorno al I secolo d.C. a Sidone da Ennione.
Dal Medio Oriente la tecnica della soffiatura si diffuse velocemente nel Mediterraneo fino a raggiungere l'Italia romana, sempre entro il I sec. a.C. Proprio presso i Romani la soffiatura ebbe un enorme successo, al punto da portare allo sviluppo di una vera e propria industria vetraria a partire dal I-II sec. d.C. e fino al IV sec. d.C. Sempre nel I sec. a.C. il poeta Lucrezio introdusse per la prima volta nella lingua latina il termine vitrum (Lucrezio, De rerum natura IV, vv. 597 e successivi), un neologismo destinato a sostituire in brevissimo tempo i termini greci che gli autori latini avevano traslitterato fino a quel momento per indicare questo materiale.  Durante l'Impero romano il vetro fu plasmato in molte forme e trovò impiego in diversi settori: vasellame (come bottiglie, bicchieri, calici, coppe, ecc.), lucerne, lastre da finestra (sia in edifici pubblici che privati), strumenti tecnici (come oggetti ustori, ecc.), mosaici pavimentali e parietali (sotto forma di tessere in pasta vitrea), ecc.
Nel V-VII secolo d.C. si sviluppò l'uso del mosaico in vetro nell'arte bizantina.

### Vetro nel Medioevo
Una svolta nella tecnica produttiva si è avuta intorno all'anno 1000, quando nel nord Europa la soda fu sostituita con la potassa, più facilmente ottenibile dalla cenere di legno. Da questo momento i vetri del nord differirono significativamente da quelli originari dell'area mediterranea, dove si è mantenuto l'impiego della soda.
L'XI secolo vide l'emergere, in Germania, di una nuova tecnica per la produzione di lastre di vetro per soffiatura, stirando le sfere in cilindri, tagliando questi ancora caldi e appiattendoli quindi in fogli. Questa tecnica fu poi perfezionata nel XIII secolo a Venezia (centro di produzione vetraria del XIV secolo), dove furono sviluppate nuove tecnologie e un fiorente commercio di stoviglie, specchi e altri oggetti di lusso. Alcuni vetrai veneziani si spostarono in altre aree d'Europa diffondendo così l'industria del vetro.
Fino al XII secolo il vetro drogato (cioè con impurità coloranti come metalli) non fu impiegato.
Nel 1271 lo statuto chiamato Capitolare di Venezia tutelava la manifattura del vetro veneziano, proibendo che venissero importati vetri dall'estero e negando ai vetrai stranieri la possibilità di operare a Venezia. Nel 1291 viene decretato il trasferimento delle vetrerie da Venezia all'isola di Murano, in modo da confinare eventuali incendi.
A Venezia, alla fine del XIII secolo, si fa risalire l'invenzione degli occhiali con lenti in vetro quando i "cristalleri" della Serenissima, per le lenti da vista, iniziarono a sostituire il berillo, utilizzato fino ad allora, con il vetro.
Nel X secolo il vetro era presente nelle cattedrali. Nelle abitazioni private arrivò solo dopo il 1300 ed era un materiale costoso, appannaggio solo dei benestanti.
Al 1369 risale la produzione di specchi a Murano.
Nel 1450 Angelo Barovier inventa il "cristallo" a Murano, ottenendolo a partire dal vetro con l'aggiunta di sodio e manganese.

### Vetro nell'età moderna e contemporanea

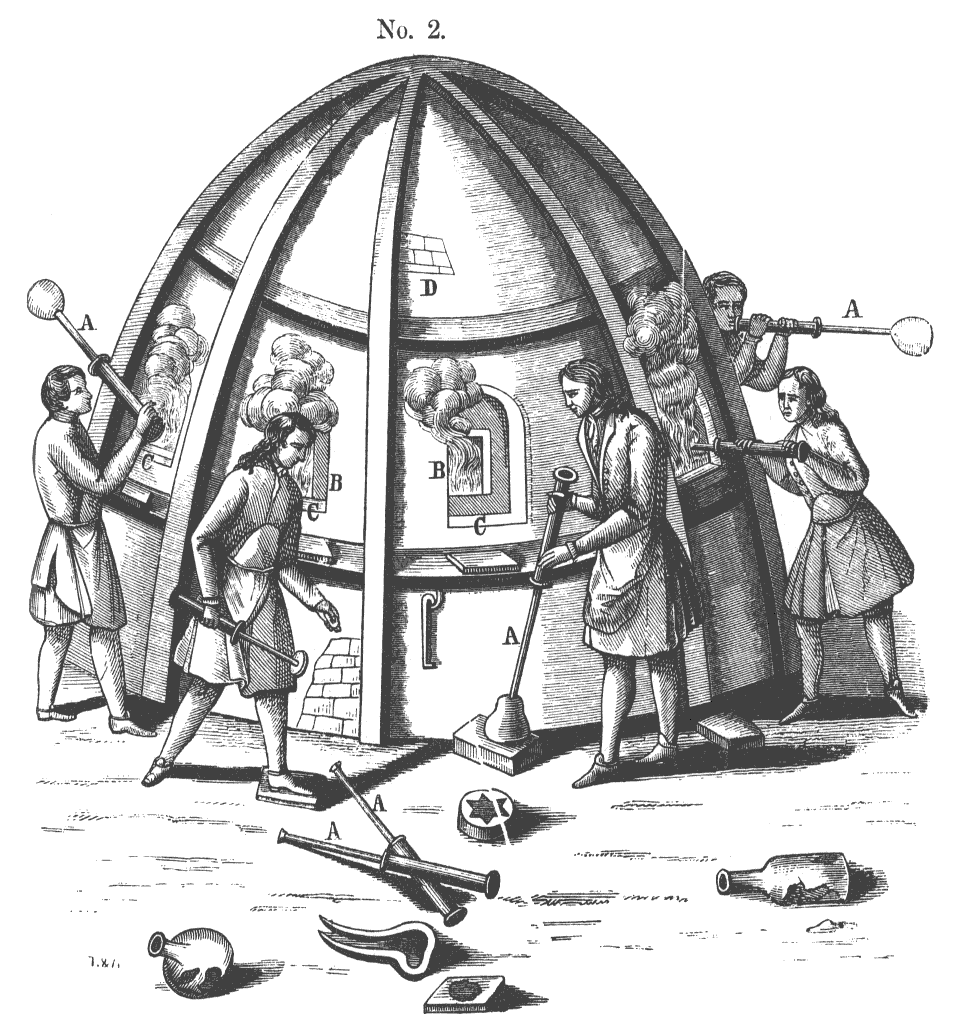
Manifattura artigianale del vetro (1850 circa)

Il processo di produzione Crown fu impiegato a partire dalla metà del XIV secolo fino al XIX secolo. In questo processo, il soffiatore fa ruotare circa 4 kg di massa vetrosa fusa all'estremità di una barra fino ad appiattirla in un disco di circa 1,5 metri di diametro. Il disco viene quindi tagliato in lastre.
Nel XVII-XVIII secolo nasce il cristallo di Boemia.
Il vetro veneziano ebbe un costo elevato tra i secoli X e XIV, fino a che gli artigiani riuscirono a mantenere segreta la tecnica.
Ma intorno al 1688 un nuovo processo di fusione fu sviluppato e il vetro divenne un materiale molto più comune. L'invenzione della pressa per vetro nel 1827 diede inizio alla produzione di massa di questo materiale. La tecnica a cilindri fu inventata da William Blenko all'inizio del XX secolo.
Risale al 1903 la prima macchina per la realizzazione delle bottiglie su scala industriale.
Nel 1913 viene messo a punto il procedimento Fourcault per la realizzazione del vetro tirato, seguito nel 1916 dal metodo Libbey-Owens e nel 1925 dal metodo Pittsburg.
Le decorazioni sono incise sul vetro per mezzo di acidi o sostanze caustiche, che corrodono il materiale. Tradizionalmente l'operazione è svolta da artigiani esperti dopo che il vetro è stato soffiato o colato.
Nel 1920 fu sviluppato un nuovo metodo consistente nello stampaggio diretto delle decorazioni sul vetro fuso.
Questo ha permesso di abbattere i costi di produzione e assieme alla diffusione dell'uso di vetri colorati, portò ad un uso più diffuso delle stoviglie in vetro intorno al 1930.
Intorno al 1928 risale la nascita del vetro di sicurezza.
Nel 1936 vengono realizzate le prime fibre di vetro.
Negli anni sessanta viene messo a punto il processo float per la produzione di vetri piani.

## Caratteristiche generali

Struttura del vetro siliceo. Si può notare l'assenza di ordine a lungo raggio

Il vetro è trasparente, duro, pressoché inerte dal punto di vista chimico e biologico, presenta una superficie molto liscia. Queste caratteristiche ne fanno un materiale utilizzato in molti settori; allo stesso tempo il vetro è fragile e tende a rompersi in frammenti taglienti. Questi svantaggi possono essere ovviati (in parte o interamente) con l'aggiunta di altri elementi chimici o per mezzo di trattamenti termici.
Una delle caratteristiche più evidenti del vetro ordinario è la trasparenza alla luce visibile. La trasparenza è dovuta all'assenza di stati di transizione elettronici nell'intervallo energetico della luce visibile e al fatto che il vetro non ha disomogeneità di grandezza confrontabile o superiore alla lunghezza d'onda della luce, che provocherebbero scattering, come avviene di solito con i bordi di grano dei materiali policristallini.
Il vetro comune non è invece trasparente alle lunghezze d'onda minori di 400 nm (ovvero il campo ultravioletto), a causa dell'aggiunta della soda. La silice pura (come il quarzo puro, piuttosto costosa) non assorbe invece gli ultravioletti e viene perciò impiegata nei settori dove occorre questa caratteristica.
Il vetro può essere prodotto in forma così pura da permettere il passaggio della luce nella regione dell'infrarosso per centinaia di chilometri nelle fibre ottiche.

### Tecniche di lavorazione del vetro
La miscela per l'elaborazione viene fusa a 1200-1500 °C e poi lasciata raffreddare a 800 °C. Viene quindi sottoposta a diversi processi di lavorazione, come la soffiatura (per i vetri artistici), lo stampaggio (per bicchieri e contenitori), la filatura e la colata.

### Aggiunte di elementi chimici nei vetri slatentizzati

Struttura di un vetro sodio-calcico con aggiunta di alluminio come stabilizzatore.

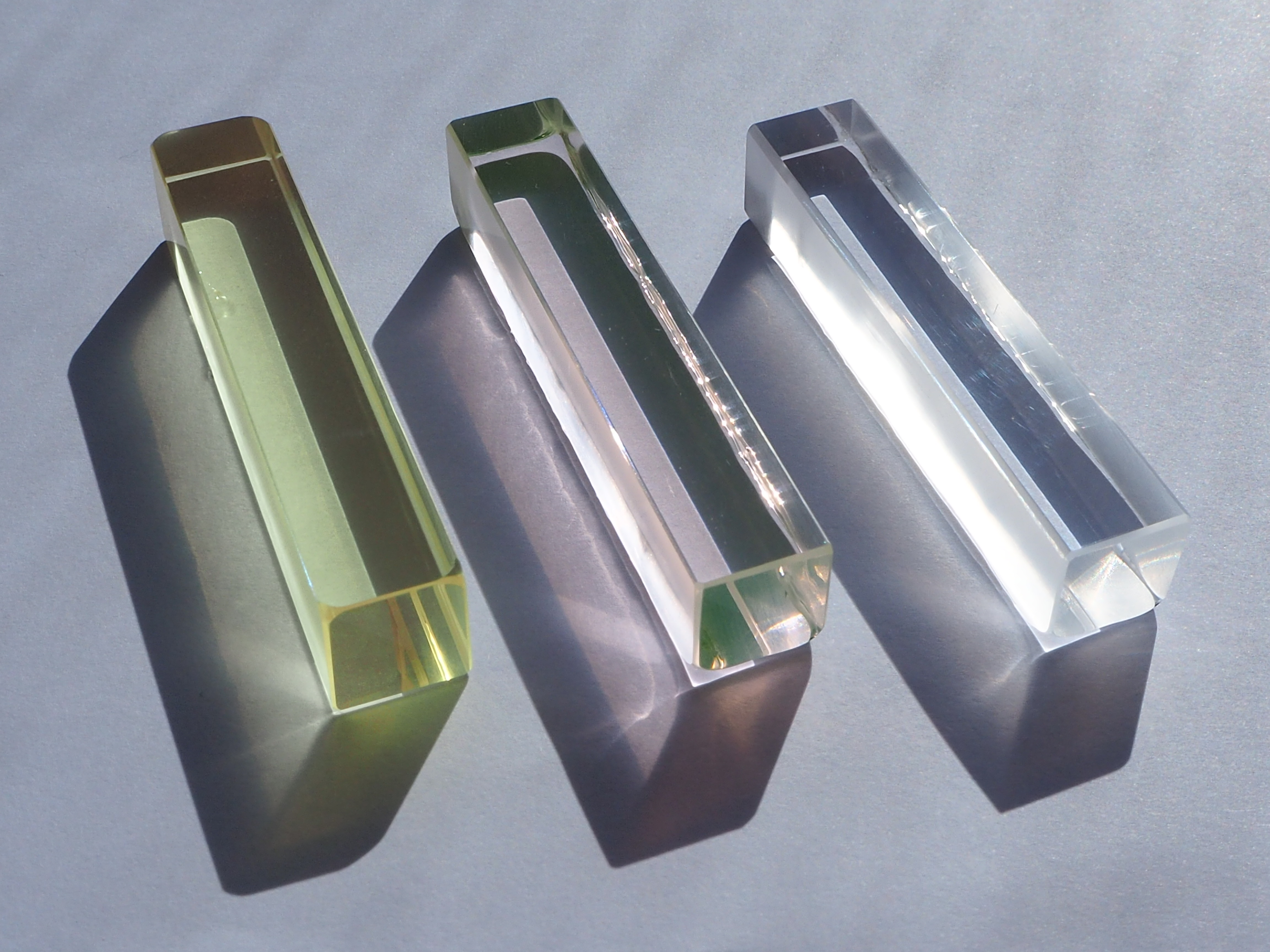
Differenze di colorazione di un vetro ZBLAN con aggiunta di praseodimio (sinistra), erbio (al centro) e senza aggiunte (a destra).

Il vetro comune è detto anche "vetro siliceo", in quanto costituito quasi esclusivamente da diossido di silicio (SiO2).
Il diossido di silicio ha un punto di fusione di circa 1600 °C, ma spesso durante la produzione del vetro vengono aggiunte altre sostanze (dette "fondenti"), che abbassano il punto di fusione anche al di sotto dei 1000 °C, quali per esempio:
- la soda (carbonato di sodio Na2CO3)
- la potassa (carbonato di potassio K2CO3)

Fondenti usati spesso nell'industria vetraria sono i borati e i nitrati. Poiché la presenza di soda rende il vetro solubile in acqua (caratteristica non desiderabile), viene aggiunta anche calce (CaO) per ripristinare l'insolubilità.
Altre sostanze possono essere aggiunte per ottenere diverse proprietà. A seconda dell'azione sul reticolo cristallino gli ossidi aggiunti nei vetri possono essere classificati in:
- ossidi formatori di reticolo: ossido di silicio, ossido di boro e ossido di fosforo
- ossidi modificatori di reticolo: ossidi di metalli monovalenti e bivalenti (tra cui: sodio, potassio, calcio e magnesio)
- ossidi intermediari: ossido di alluminio e ossido di piombo.

Le sostanze aggiunte al vetro possono inoltre essere classificati in base alla loro funzione:
- fondenti: abbassano la temperatura di fusione e migliorano la fluidità del vetro durante la sua produzione (ossidi di sodio e potassio);
- stabilizzanti: migliorano le proprietà chimiche e meccaniche del vetro prodotto (ossidi di calcio, bario, magnesio e zinco);
- affinanti: agevolano l'eliminazione di difetti (triossido di diarsenico, nitrati alcalini e nitrati d'ammonio);
- coloranti: modificano l'aspetto cromatico del vetro prodotto (ossidi di ferro, rame, cromo e cobalto);
- decoloranti: neutralizzano il colore impartito da altre sostanze (biossido di manganese);
- opacizzanti: per la produzione del vetro opalino (fosfati di sodio, cloruri di sodio, fosfati di calcio, cloruri di calcio, ossido di stagno e talco).

La tabella seguente mostra le percentuali in peso tipiche di alcuni ossidi nei vetri:
| Componente | % minima | % massima |
| ---------- | -------- | --------- |
| SiO2       | 68,0     | 74,5      |
| Al2O3      | 0,0      | 4,0       |
| Fe2O3      | 0,0      | 0,45      |
| CaO        | 9,0      | 14,0      |
| MgO        | 0,0      | 4,0       |
| Na2O       | 10,0     | 16,0      |
| K2O        | 0,0      | 4,0       |
| SO3        | 0,0      | 0,3       |

Il vetro al piombo, noto anche come "cristallo" o vetro flint, si ottiene aggiungendo ossido di piombo, sotto forma di litargirio giallo (PbO) o minio rosso (Pb3O4), e ha un indice di rifrazione maggiore di quello del vetro comune, con l'effetto di apparire più brillante.
Aggiunte di carbonato di bario (BaCO3) aumentano ugualmente l'indice di rifrazione del vetro, mentre aggiunte di ossido di torio producono un elevatissimo indice di rifrazione e i vetri così ottenuti sono usati per produrre lenti di alta qualità.
Il boro è aggiunto sotto forma di borace (Na2B4O7) o acido borico (H3BO3) per migliorare le caratteristiche termiche ed elettriche (come nel caso del vetro Pyrex).
L'aggiunta di alte quantità di ferro provoca l'assorbimento della radiazione infrarossa, come nei filtri per l'assorbimento di calore nei proiettori cinematografici. Con il cerio si ottiene un forte assorbimento delle radiazioni ultraviolette, ottenendo vetri in grado di offrire protezione dalla radiazioni ultraviolette ionizzanti.
Metalli e ossidi metallici vengono aggiunti nella produzione del vetro per dare o alterare il colore. Il manganese in piccole quantità neutralizza il verde causato dalla presenza di ferro, mentre in quantità elevate dà il colore ametista. Similmente il selenio in piccole dosi è usato per decolorare, mentre in quantità elevate dona colore rosso. Piccole concentrazioni di cobalto (0,025-0,1%) danno colore blu. Ossido di stagno con ossidi di arsenico e antimonio danno un vetro bianco opaco, usato nei laboratori di Venezia per imitare la porcellana.
Aggiunte dal 2 al 3% di ossido di rame producono un colore turchese, mentre il rame metallico dà un rosso opaco, e viene impiegato come surrogato del rubino rosso. Il nichel, dipendentemente dalla concentrazione, induce blu, violetto o anche nero. L'aggiunta di titanio dà un vetro giallo-marrone. L'oro in concentrazioni minime (0,001%) produce un vivace colore rosso rubino, mentre una quantità ancora minore dà sfumature meno intense di rosso, commercializzate con il nome di "vetro cranberry" (mirtillo rosso).
L'uranio (0,1-2%) può essere aggiunto per dare un colore giallo o verde fluorescente. Il vetro all'uranio solitamente non è sufficientemente radioattivo da essere pericoloso ma, se polverizzato (per esempio mediante lucidatura con carta vetrata) e inalato, può essere cancerogeno.
I composti dell'argento, in particolare il nitrato, producono una gamma di colorazioni comprese tra il rosso arancio e il giallo.
Il modo in cui la pasta vetrosa è scaldata e raffreddata influisce molto sul colore generato da questi elementi, secondo meccanismi chimico-fisici non del tutto compresi. Periodicamente vengono scoperte nuove colorazioni e modi di lavorazione per il vetro.

## Vetro piano

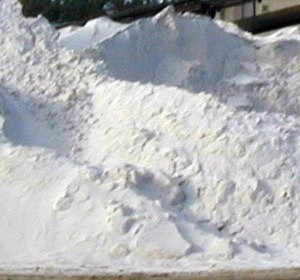
Silice utilizzata come materia prima per la produzione industriale del vetro.

Il vetro piano è formato da una lastra trasparente che però può essere colorata. Può essere di tipo artigianale, il meno conosciuto, e industriale.

### Vetro cilindrico
Il vetro è soffiato all'interno di stampi metallici cilindrici, quindi dalla forma ottenuta vengono asportati gli estremi e praticato un taglio lungo una generatrice del cilindro. È quindi posto in un forno, dove, rammollendosi, si apre e si stende in lastra. Prima dell'introduzione del metodo Pilkington a galleggiamento, questa tecnica era molto diffusa per la produzione del vetro comune.

### Vetro colato (laminato)
Prima dell'invenzione di Alastair Pilkington, il vetro a lastra era in parte realizzato per colata, estrusione o laminazione e le superfici non avevano le facce otticamente parallele, dando origine a caratteristiche aberrazioni visive. Il parallelismo poteva essere ottenuto con la lucidatura meccanica, ma con elevati costi.
Per questo motivo oggi questa tecnica viene usata solo per produrre vetri particolari o decorativi, che sono:
- vetro stampato: su una superficie del vetro viene stampato un disegno in rilievo. Lo "stampato C" è quello più famoso, utilizzato su porte e frigoriferi e non è di conseguenza lucido trasparente. Può essere anche ricavato da lastra atermica colorata nelle tonalità verde-marrone-grigio.
- vetro retinato: il vetro retinato viene prodotto incorporando una rete metallica al suo interno[32] e viene impiegato per sicurezza nelle zone sottoluce di parapetto delle vetrate. Può essere anche di aspetto colorato. Per il vetro retinato non è applicabile il processo di tempra, a causa della presenza della rete metallica.
- vetro ornamentale

### Vetro float

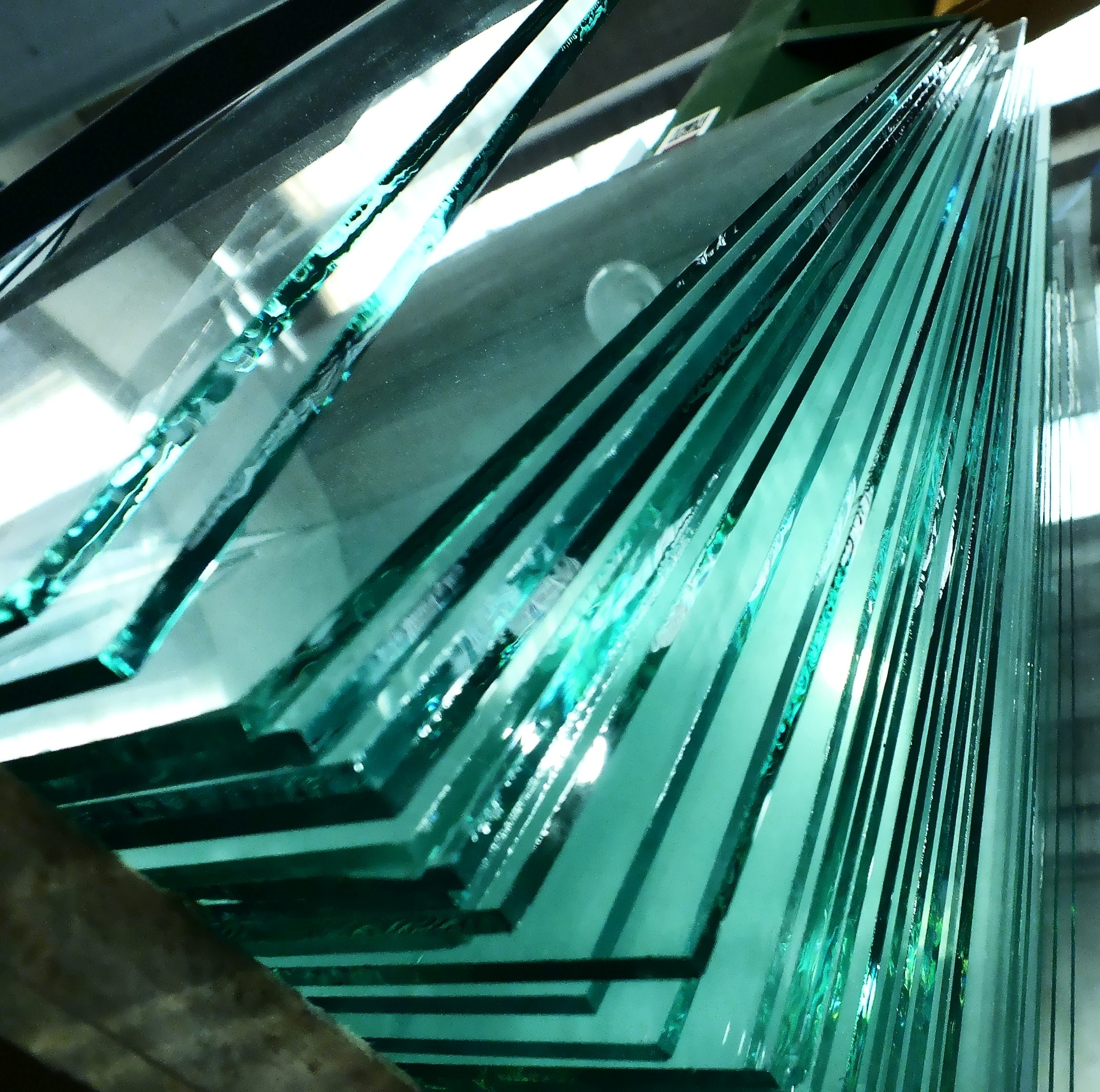
Lastre di vetro

Il 90% del vetro piatto prodotto nel mondo, detto "vetro float" (galleggiante), è fabbricato con il sistema "a galleggiamento" inventato da Alastair Pilkington, dove il vetro fuso è versato a un'estremità di un bagno di stagno fuso. Oggi quest'operazione è effettuata in atmosfera controllata. Il vetro galleggia sullo stagno e si spande lungo la superficie del bagno, formando una superficie liscia su entrambi i lati. Il vetro si raffredda e solidifica mentre scorre lungo il bagno, formando un nastro continuo. Il prodotto è poi "lucidato a fuoco", riscaldandolo nuovamente su entrambi i lati, e presenta così due superfici perfettamente parallele. Le lastre sono realizzate con spessori standard di 2, 3, 4, 5, 6, 8, 10, 12, 15, 19, 22 e 25 mm.
Questo tipo di vetro è considerato pericoloso per l'uso in applicazioni architettoniche, poiché tende a rompersi in grossi pezzi taglienti, che possono causare gravi incidenti. Per ovviare a questo problema nel caso di applicazioni soggette a urti o sollecitazioni statiche, la singola lastra può essere temprata. Le normative edilizie pongono in genere delle limitazioni all'uso di questo vetro in situazioni rischiose, e sono: bagni, pannelli di porte, uscite antincendio, nelle scuole, ospedali e in genere nei sottoluci dei parapetti.
| Densità                             | 2,5 kg/dm³       |
| Durezza                             | 6,5 (scala Mohs) |
| Modulo elastico                     | 73 GPa           |
| Coefficiente di Poisson             | 0,23             |
| Carico di rottura a compressione    | 10 000 kgf/cm²   |
| Carico di rottura a trazione        | 400 kg/cm²       |
| Carico di rottura a flessione       | 400 kg/cm²       |
| Coefficiente di dilatazione termica | 9×10−6           |
| Conducibilità termica               | 1 kcal/h·m·°C    |

### Vetro tirato (lucido)
Per la produzione del vetro tirato (o vetro segato) la massa di vetro fusa viene meccanicamente tirata da due forze di uguale direzione ma di verso opposto. Questo vetro presenta caratteristiche ondulazioni della superficie. Il vetro tirato e quello float hanno la stessa composizione chimica e le stesse proprietà fisiche. Viene anche commercialmente denominato semi-doppio, doppio, mezzocristallo. Il vetro tirato viene impiegato nella creazione delle vetrate artistiche.

### Tempra
Il vetro temprato viene ottenuto per indurimento tramite trattamento termico (tempra). Il pezzo deve essere tagliato alle dimensioni richieste e ogni lavorazione (come levigatura degli spigoli o foratura e svasatura) deve essere effettuata prima della tempra. Il vetro è posto su un tavolo a rulli su cui scorre all'interno di un forno, che lo riscalda alla temperatura di tempra di 640 °C. Quindi viene rapidamente raffreddato da getti di aria. Questo processo raffredda gli strati superficiali, causandone l'indurimento, mentre la parte interna rimane calda più a lungo. Il successivo raffreddamento della parte centrale produce uno sforzo di compressione sulla superficie, bilanciato da tensioni distensive nella parte interna. Gli stati di tensione possono essere visti osservando il vetro in luce polarizzata.
Non tutti i vetri sono temprabili; in particolare se presentano forme articolate o numerosi fori vicini tra loro possono rompersi durante il trattamento termico, a causa delle tensioni interne del materiale.
Il vetro temprato è circa sei volte più resistente del vetro float; questo perché i difetti superficiali vengono mantenuti "chiusi" dalle tensioni meccaniche compressive, mentre la parte interna rimane più libera da difetti che possono dare inizio alle crepe.
D'altro canto queste tensioni hanno degli svantaggi. A causa del bilanciamento degli sforzi, un eventuale danno a un estremo della lastra causa la frantumazione del vetro in molti piccoli frammenti. Questo è il motivo per cui il taglio deve essere effettuato prima della tempra e nessuna lavorazione può essere fatta dopo.

#### Applicazioni del vetro temprato
Per la sua maggiore robustezza il vetro temprato è spesso impiegato per la realizzazione di elementi senza struttura portante (tutto vetro), come porte in vetro e applicazioni strutturali e nelle zone parapetto.
È anche considerato, in parte, un "vetro di sicurezza" in quanto, oltre a essere più robusto, ha la tendenza a rompersi in piccoli pezzi smussati poco pericolosi per cui viene utilizzato in generale in tutte quelle applicazioni dove i frammenti del vetro infranto potrebbero colpire delle persone. Per questo motivo è stato usato a lungo in modo estensivo nell'industria automobilistica, dove viene impiegato ancora per realizzare per esempio il lunotto posteriore ma essendo anche estremamente resistente è pericoloso in caso di urto della testa per cui viene lentamente soppiantato dal vetro stratificato, obbligatorio per il parabrezza anteriore.
In altre situazioni si possono avere problemi di sicurezza a causa della tendenza del vetro temprato a frantumarsi completamente in seguito a un urto sul bordo. Da un punto di vista ottico la lastra di vetro può presentare delle distorsioni determinate dal processo di tempera rispetto a un vetro non temperato.
Le inusuali proprietà del vetro temprato sono conosciute da secoli, come dimostrano le gocce del principe Rupert.

### Vetro stratificato

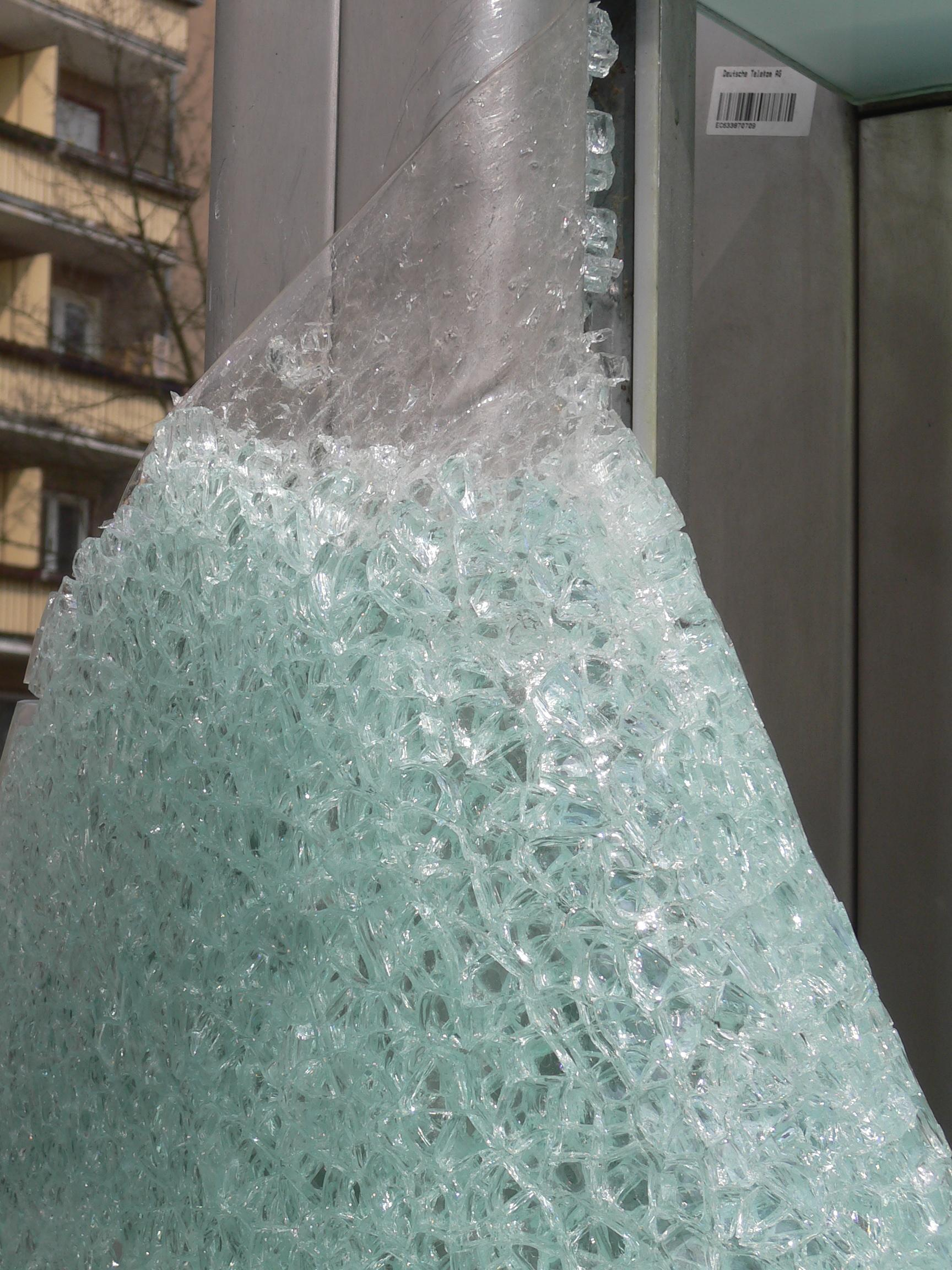
Vetro stratificato rotto: si può notare il film polimerico al quale sono rimasti attaccati i frammenti di vetro.

Il vetro stratificato (in inglese "laminated glass" talvolta tradotto come "vetro laminato" che però genera confusione con il processo produttivo di "laminazione") è stato inventato nel 1909 dal chimico francese Edouard Benedictus. Benedictus si è ispirato a un flacone rivestito da uno strato plastico di nitrato di cellulosa che per una disattenzione in laboratorio cadde e si ruppe, ma senza aprirsi in pezzi.
Egli fabbricò un materiale composito di vetro e plastica in grado di ridurre i pericoli in caso di incidenti automobilistici. L'invenzione non fu immediatamente adottata nel settore automobilistico, ma il primo impiego fu nei vetri delle maschere antigas in uso durante la prima guerra mondiale.
Il vetro stratificato è realizzato unendo due o più strati di vetro ordinario alternato a un foglio plastico di colore simil-latteo, solitamente polivinilbutirrale (PVB). Il PVB è unito a sandwich con il vetro che è poi scaldato a 70 °C e pressato con rulli per espellere l'aria e unire i materiali, l'operazione viene conclusa inserendo il sandwich così composto in un'autoclave a temperatura e pressione costante, dove si completa il processo di espulsione dell'aria, rendendo così il vetro laminato nuovamente trasparente.
Un tipico vetro stratificato è costituito per esempio da: 3 mm di vetro / 0,38 mm di polivinilbutirrale / 3 mm di vetro. Il prodotto dell'esempio è definito vetro stratificato (laminato) da 6,38 mm o anche "33.1"
Il vetro stratificato è distribuito comunemente in casse contenenti lastre di 3210 × 2400 mm² e/o in grandi lastre 3210 × 6000 mm², e con accoppiamenti 3⁄3, 4⁄4 o 5⁄5. Altri accoppiamenti vengono eseguiti appositamente su richiesta. Gli strati intermedi possono presentare anche diversi spessori come pure il PVB può essere prodotto colorato in modo da dare all'insieme della lastra un aspetto colorato (tonalità bronzo-grigio).
Lo strato intermedio mantiene i pezzi di vetro in posizione anche quando il vetro si rompe, e con la sua resistenza impedisce la formazione di larghi frammenti affilati.
Più strati e maggiore spessore del vetro aumentano la resistenza. I vetri antiproiettile realizzati con molti strati di vetro spesso, possono arrivare a 50 mm di spessore. Lo strato di PVB dona al materiale anche un maggiore effetto di isolamento acustico e riduce del 99% la trasparenza alla luce ultravioletta.

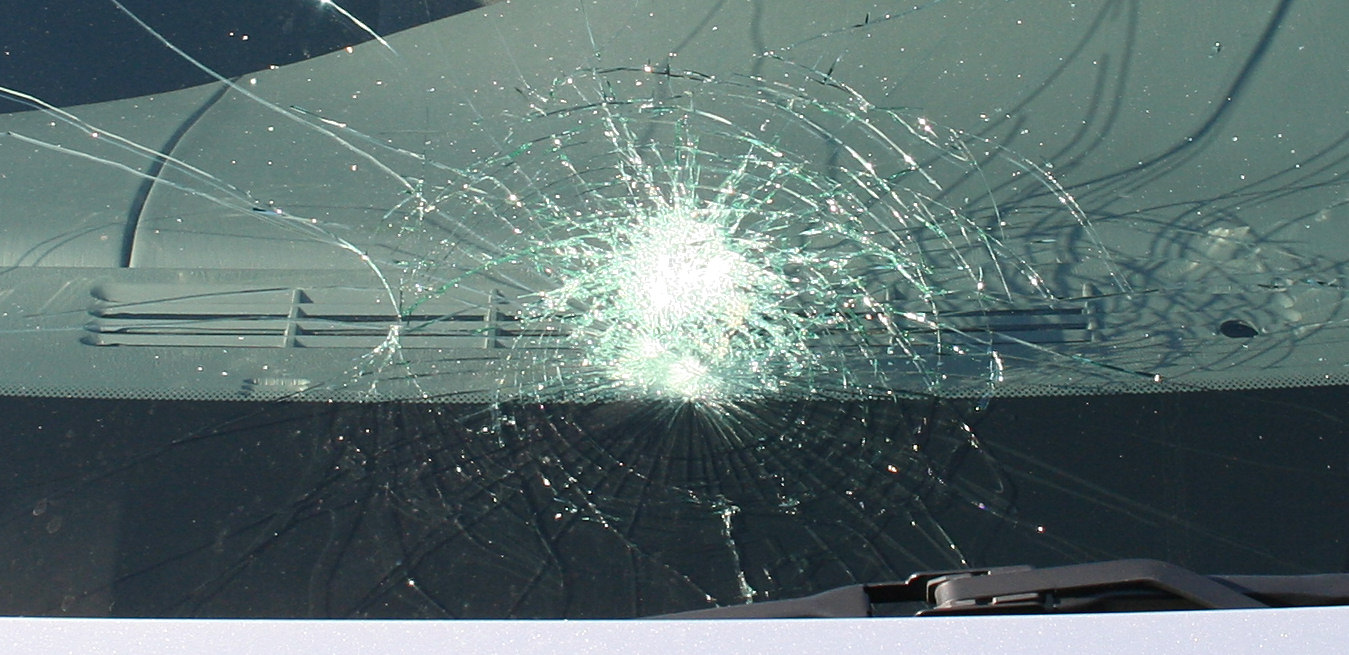
Il parabrezza di un'auto in vetro stratificato con la rottura a "ragnatela"

Il vetro stratificato è normalmente impiegato dove ci può essere il rischio di impatti con il corpo umano, oppure dove il pericolo possa derivare dalla caduta della lastra se frantumata. Le vetrine dei negozi, i parabrezza ma spesso anche i finestrini laterali delle auto sono tipicamente realizzati in vetro laminato come pure le zone parapetto delle vetrate interne ed esterne. È considerato un vetro di sicurezza grazie alla capacità di mantenersi compatto se fratturato.

### Trasformazioni del vetro piano
Nell'ambito della lavorazione industriale il vetro viene classificato a seconda delle sue caratteristiche fisiche macroscopiche. Le industrie di produzione forniscono il vetro piano sostanzialmente in due formati principali:
- grande lastra: lastra di vetro solitamente 6000 × 3210 mm
- cassa contenente lastre, di norma 2400 × 3210 mm.[39] Questo formato di distribuzione viene usato per vetri semilavorati (come vetri stratificati, riflettenti o specchi) di prezzo più elevato.

A causa della sua elevata durezza, il vetro viene lavorato solo con alcuni tipi di utensili, tra cui la mola.

#### Taglio
Il taglio di piccoli pezzi può essere eseguito a mano con strumenti appositi, ma in generale viene eseguito da un banco di taglio, un macchinario a controllo numerico che presenta un piano fisso, solitamente vellutato e con fori per generare un cuscino d'aria (utile per lo spostamento del vetro), che viene chiamato anche "pantografo". Sopra di questo vi è un ponte mobile che tramite un tagliavetro fornito di rotella in carburo di tungsteno o widia o diamante sintetico pratica incisioni sul vetro a seconda della programmazione eseguita tramite un software chiamato "ottimizzatore", che previo inserimento misura delle lastre come giacenza di magazzino, inserendo le misure da tagliare; il software ottimizzatore è implementato affinché ottimizzi il taglio, evitando al minimo lo sfrido. I vetri tagliati in questo modo verranno poi troncati da un addetto con l'ausilio del banco di taglio. È opportuno in fase di programmazione (se si lavora su grandi lastre) impostare dei tagli verticali sulla lastra in modo che sia più semplice lavorare su due parti più piccole in fase di apertura dei vetri.
Per i vetri laminati stratificati il taglio viene eseguito sia sulla parte superiore della lastra, sia sulla parte sottostante alla parte superiore della stessa, visto che sono due vetri accoppiati, mentre il film polimerico che tiene accoppiate le due lastre (in PVB o polivinilbutirrale) viene generalmente tagliato usando un cutter o imbevendolo di alcool etilico. Nei moderni macchinari, oltre al taglio simultaneo delle due lastre di vetro, c'è anche una resistenza a scomparsa, che scioglie il PVB permettendo l'apertura del taglio.

#### Molatura

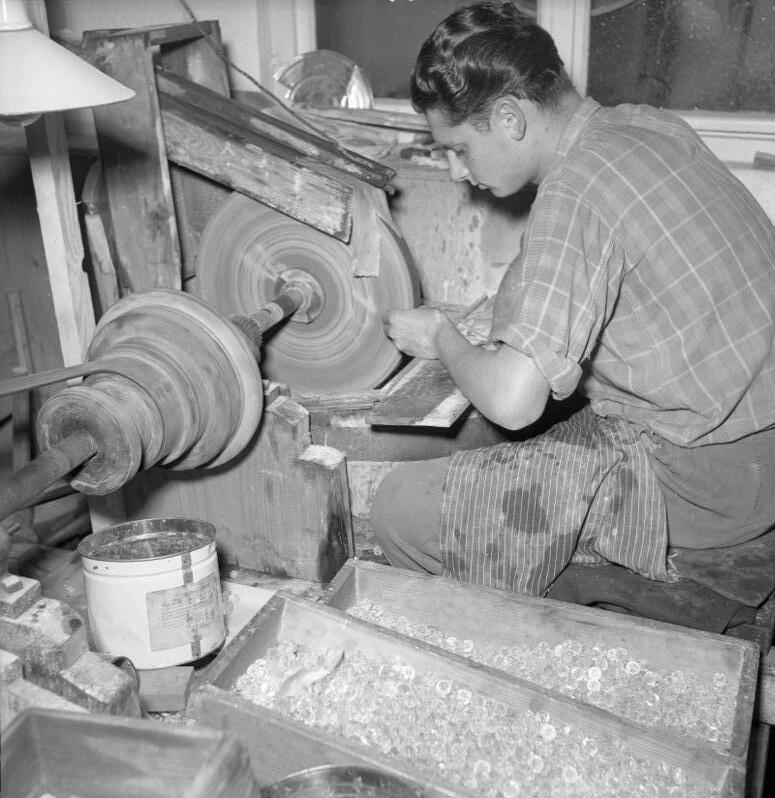
Molatura del vetro

Il vetro tagliato presenta un bordo particolarmente tagliente e irregolare, che viene eliminato tramite un'operazione di molatura (eseguita manualmente o da macchinari a controllo numerico) che asporta e uniforma il bordo del vetro in modi diversi, a seconda della lavorazione voluta:
- filo lucido tondo: il bordo risulta arrotondato e lucido, il grado di lavorazione è elevato;
- filo lucido piatto: il bordo risulta lucido e perpendicolare alla superficie ma la congiunzione viene smussata a 45°; anche qui si ha un grado di lavorazione elevato;
- filo grezzo: come il filo lucido, con l'eccezione che il bordo non risulta lucido ma opaco e presenta una rugosità maggiore;
- bisellatura: i bordi del vetro vengono molati per 10–40 mm di altezza per un angolo di circa 7 gradi rispetto alla superficie del vetro stesso.

La molatura del bordo viene anche effettuata occasionalmente per ragioni di costo soprattutto su vetri colorati per limitare il fenomeno dello choc termico anche se per questo fenomeno è consigliata la tempera della lastra.

#### Foratura
Il vetro può essere forato al trapano con apposite punte diamantate, adeguatamente refrigerate con getto continuo d'acqua. La foratura può essere eseguita da trapani per vetro manuali monotesta o doppiatesta o a controllo numerico. I fori non devono essere troppo vicini al bordo (a seconda anche dello spessore del vetro) per evitare rotture dovute alle tensioni interne del pezzo. Nuovi macchinari permettono di forare con un particolare tipo di sabbia miscelata ad acqua (taglio ad acqua).

## Vetro curvo e vetro cavo
Il vetro curvo è un vetro sottoposto a un procedimento di riscaldamento graduale ad alte temperature (tra i 500 e i 750 °C circa), fino a diventare abbastanza plastico da aderire (per gravità o costretto in una qualche maniera) a uno stampo concavo o convesso, disposto orizzontalmente o verticalmente all'interno del forno di curvatura. Non è possibile ottenere un vetro curvo che si adagi sullo stampo esclusivamente sotto l'azione della sua forza peso, una volta raggiunta la viscosità necessaria, senza che il vetro stesso non venga segnato dalla testura, seppur minima, dello stampo, compromettendone la trasparenza e l'uniformità di spessore della lastra. Per tale motivo, in genere l'azione di curvatura della lastra viene coadiuvata da dispositivi meccanici o pneumatici, che agevolano il processo, curvando il vetro a viscosità più alte e tali da non inficiare le caratteristiche originarie della lastra dopo il contatto con lo stampo.
Dopo questa fase il vetro viene raffreddato molto lentamente ("detensionamento" o "ricottura" del vetro), per evitare di indurre tensioni che ne precluderebbero un'eventuale successiva lavorazione o che potrebbero innescare fenomeni di rottura spontanea del materiale. Il processo di detensionamento viene normalmente adottato per i parabrezza delle automobili, per i quali è prevista la messa in sicurezza mediante stratifica e non mediante tempra. Viceversa, molto più frequentemente per il vetro impiegato nel settore dell'arredamento, il processo di curvatura si conclude con un raffreddamento istantaneo, al fine di ottenere un vetro curvo temprato.
Per vetro curvo si intende comunemente il vetro sottoposto alla curvatura lungo un solo asse della lastra (si pensi per esempio alla curvatura che subisce un foglio di carta quando si tendono ad avvicinare due lati opposti).
Qualunque altro tipo di curvatura che coinvolga entrambe le dimensioni principali della lastra dà luogo a un vetro cavo. Esempi concreti di oggetti in vetro cavo possono essere: lampadari, bottiglie, bicchieri, vasi, piani lavabo in vetro con lavabo ricavato mediante termoformatura.
Si possono curvare vetri di spessore tra i 3 e 19 mm, per una misura massima di 2600 mm × 4000 mm, con diverse finiture (per esempio sabbiato, serigrafato, inciso, forato o con asole) e di tutti i tipi (per esempio colorato, fuso, riflettente, basso emissivo o stampato); non tutte le finiture sono tuttavia applicabili prima della curvatura.

### Trasformazioni del vetro cavo
Le trasformazioni a cui può essere sottoposto il vetro cavo sono:
- decorazione
- tampografia
- incisione
- verniciatura
- sabbiatura
- satinatura.

## Vetri speciali

### Vetro cristallo
Il vetro cristallo (o semplicemente "cristallo") in silice è un vetro con aggiunta fino al 35% di piombo; duro, brillante; con aggiunta di potassio si ha il cristallo di Boemia. È utilizzato per oggetti artistici (per esempio calici di particolare pregio).

### Vetro satinato
Sottoposto a trattamento di satinatura: lavorazione che consiste nel versare uniformemente degli acidi particolari sul vetro. Sono questi particolari acidi a rendere al vetro l'aspetto satinato. La satinatura è un processo industriale veloce e continuo, realizzato sulle lastre intere.

### Vetro satinato decorato
Il vetro satinato decorato è una versione di vetro satinato, riporta trame superficiali eseguite con la tecnica della satinatura che lo rendono semitrasparente; in architettura ciò permette di dividere gli spazi lasciando intravedere la profondità dell'ambiente. Il vetro satinato decorato con trame diventa elemento di design e viene sempre più utilizzato in architettura, arredamento, design di interni ed edilizia.

### Vetro acidato
Il vetro acidato è un vetro con una superficie granulosa, ottenuto per mezzo di un trattamento chimico basato sull'impiego di acido fluoridrico (che presenta caratteristiche chimico-fisiche tali da intaccare il vetro).

### Vetro argentato (specchio)
Il vetro argentato prende il nome da uno strato d'argento aderente a una superficie della lastra, che causa un effetto di riflessione ottica, visibile sulla superficie opposta alla superficie trattata. Le lastre sulle quali viene effettuata l'argentatura sono prodotte con il procedimento float (che consiste nel fare galleggiare il vetro sopra uno strato di stagno fuso) e poi sottoposte al trattamento; tuttavia l'argentatura può essere eseguita anche ad altri stadi di lavorazione del vetro.
Questo tipo di vetro può essere dotato di pellicola antinfortunistica, che in caso di rottura dello specchio, ne mantiene i frammenti aderenti a essa ed evita potenziali infortuni.

### Vetro autopulente
Di invenzione successiva al vetro Pilkington, il vetro autopulente trova impiego nella costruzione degli edifici, automobili e altre applicazioni tecniche. Uno strato di 50 nm di biossido di titanio applicato sulla superficie esterna produce l'effetto autopulente attraverso due meccanismi:
- effetto fotocatalitico: i raggi ultravioletti catalizzano la decomposizione delle molecole organiche sulla superficie della finestra;
- idrofilicità: l'acqua viene attratta dalla superficie del vetro, dove forma un sottile strato che "lava via" i residui dei composti organici.

### Vetrata isolante
La vetrata isolante è definita anche vetro isolante o in gergo vetro camera, e in linguaggio normativo "vetri uniti al perimetro" (in inglese: IGU, da Insulating Glass Unit, cioè elemento vetrato isolante). È una struttura vetrata utilizzata in edilizia, in particolare nei serramenti esterni (finestre e porte) e facciate continue, per aumentare le prestazioni di isolamento termico e acustico. È costituita da due o più lastre di vetro piano unite tra di loro, al perimetro, da un telaietto distanziatore in materiale metallico profilato (alluminio, acciaio o polimerico) e separate tra di loro da uno strato d'aria o di gas (argon, kripton o xeno). Il telaietto perimetrale è conformato in modo che all'interno di esso possano trovare alloggio dei sali che sono necessari per mantenere disidratata la lama d'aria risultante, evitando in questo modo la comparsa di condensa sulla superficie delle lastre rivolta verso l'intercapedine.
L'argon, il kripton e lo xeno hanno lo scopo di aumentare l'isolamento termico, espresso in W/m²·K; l'impiego di gas kripton permette di ottenere valori prestazionali elevati mantenendo lo spessore della vetrata isolante esiguo: una vetrata isolante di spessore totale di 17 mm (con l'impiego di kripton) avrà lo stesso valore ug di una vetrata di 24 mm che impiega gas argon. L'isolamento acustico è invece ottenuto attraverso l'incremento dello spessore delle lastre (meglio se di spessore diversificato per evitare fenomeni di risonanza acustica) e l'impiego di materiali fonoisolanti come alcuni PVB impiegati nel vetro stratificato.

### Vetro basso-emissivo
È un vetro su cui è stata posata una pellicola (couche) di uno specifico materiale (ossidi di metallo), che ne migliora notevolmente le prestazioni di isolamento termico, senza modificarne sostanzialmente le prestazioni di trasmissione della luce. I più comuni sono 4 mm, 3⁄3 oppure 4⁄4. Possono risultare leggermente colorati per effetto del trattamento superficiale. Lo stesso tipo di trattamento superficiale può essere utilizzato come resistenza elettrica per irradiare calore.(L'ossido di metallo oppone resistenza al passaggio della corrente elettrica producendo calore).

### Vetro a controllo solare
Il vetro a controllo solare riduce l'utilizzo di sistemi di condizionamento, il carico energetico e i costi. Nei climi più caldi, il vetro a controllo solare è utilizzato per ridurre l'apporto di calore solare e aiuta al controllo dell'abbagliamento. Nei climi temperati, è utilizzato per controbilanciare il controllo solare con un'elevata trasmissione di luce naturale. Il vetro a controllo solare è indicato in situazioni dove un eccessivo apporto di calore solare può costituire un problema in varie applicazioni, come per esempio verande di ampie dimensioni, passerelle pedonali vetrate e facciate di edifici.

### Vetro selettivo
I vetri selettivi sono dei vetri bassi-emissivi che svolgono un'azione di filtro nei confronti del fattore solare, scoraggiando la trasmissione del calore per irraggiamento. Sono generalmente prodotti con l'impiego di lastre colorate e vengono solitamente confezionati in vetrocamera in modo da raggiungere il doppio obiettivo di isolare termicamente e filtrare i raggi solari. Sono quindi impiegati nella realizzazione di grandi vetrate o facciate continue pluripiano.

### Vetro fotovoltaico
Nel XXI secolo partono i primi esperimenti per l'introduzione dell'effetto fotovoltaico nei vetri. Un esempio di Panasonic che con una base di perovskite ha creato un vetro con una efficienza di conversione dell'energia solare pari al 17,9%.

## Impieghi
Il vetro è un materiale molto utilizzato per la sua durezza e scarsa reattività. Molti oggetti di uso comune sono di vetro, come bicchieri, scodelle, bottiglie, lampadine, specchi, tubi catodici per televisori e monitor, oltre alle finestre.
Con il termine "cristallo" viene indicato un vetro pregiato con il quale si producono articoli per la casa, calici, bicchieri e altri prodotti di elevata qualità.
Le caratteristiche principali che distinguono il cristallo dal vetro comune sono la particolare lucentezza (dovuta all'indice di rifrazione più elevato) e la "sonorità" (particolarmente apprezzata nei calici). Il cristallo viene ottenuto aggiungendo ossido di piombo (PbO) alla miscela silicea.
Nei laboratori di chimica, fisica, biologia e altri campi, flaconi, vetrerie per analisi, lenti e altri strumenti sono fatti di vetro. Per queste applicazioni è spesso utilizzato un vetro con borosilicati (o vetro Pyrex), a causa della maggiore robustezza e minore coefficiente di dilatazione termica, che garantisce una buona resistenza agli shock termici e maggiore precisione nelle misure ove si hanno riscaldamenti e raffreddamenti. Per alcune applicazioni è richiesto il vetro di quarzo, che è però più difficile da lavorare. La maggior parte delle vetrerie è prodotta industrialmente, ma alcuni grandi laboratori richiedono prodotti così specifici che dispongono di un tecnico soffiatore interno.
Oltre alle applicazioni terrestri il vetro è un ottimo materiale adatto all'utilizzo nel settore spaziale: in assenza di atmosfera e gravità la sua resistenza meccanica subisce un incremento notevole, pari a oltre 1000 volte il valore medio al suolo. Il motivo di tale aumento di prestazioni è ancora ignoto, ma si ipotizza che l'assenza di gas urtanti contro la superficie del vetro diminuisca la probabilità di estensione di una cricca (fatale per un materiale cristallino quale è il vetro). Inoltre, a differenza dei metalli, come per esempio l'alluminio, non interagisce con le particelle alfa vaganti nello spazio, vantando quindi anche una maggiore vita utile rispetto a essi.
I vetri vulcanici come l'ossidiana sono impiegati dall'età della pietra per realizzare utensili litici, ma la tecnica di lavorazione arcaica può essere applicata anche ai vetri attuali prodotti industrialmente.

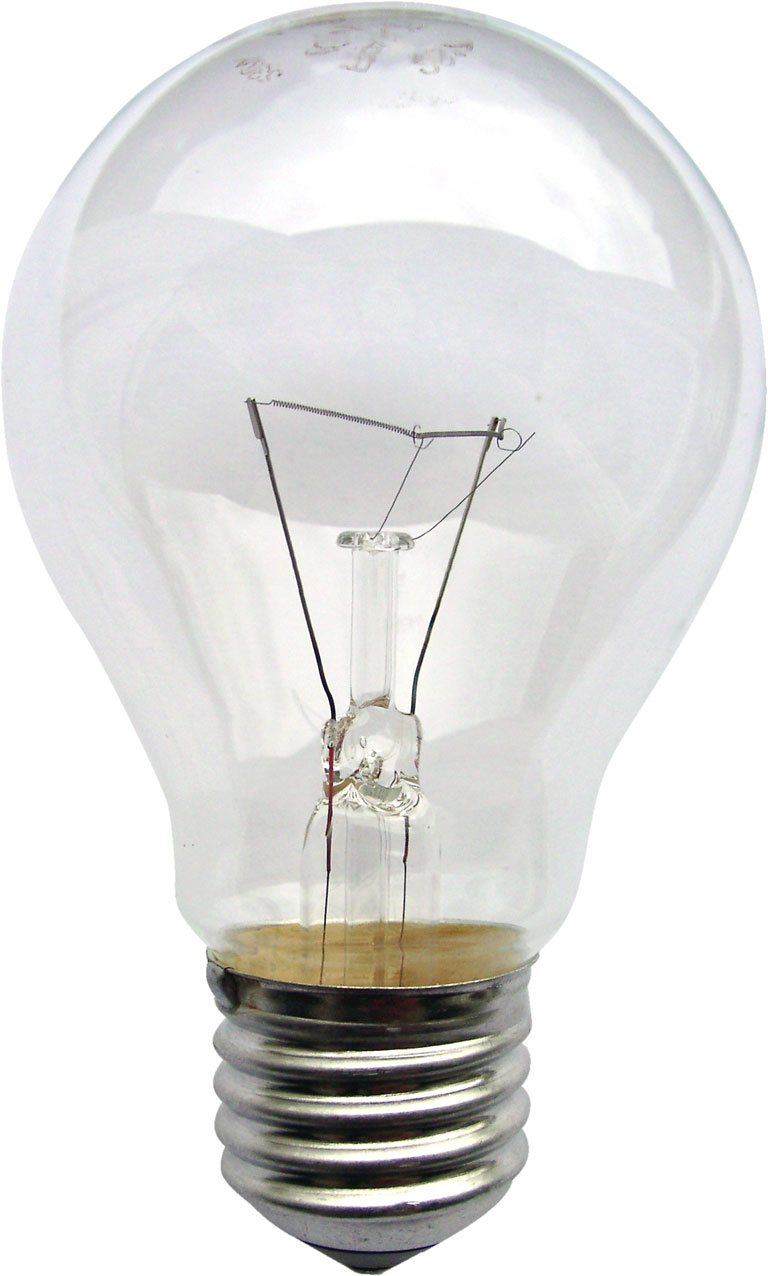
Lampada a incandescenza in vetro
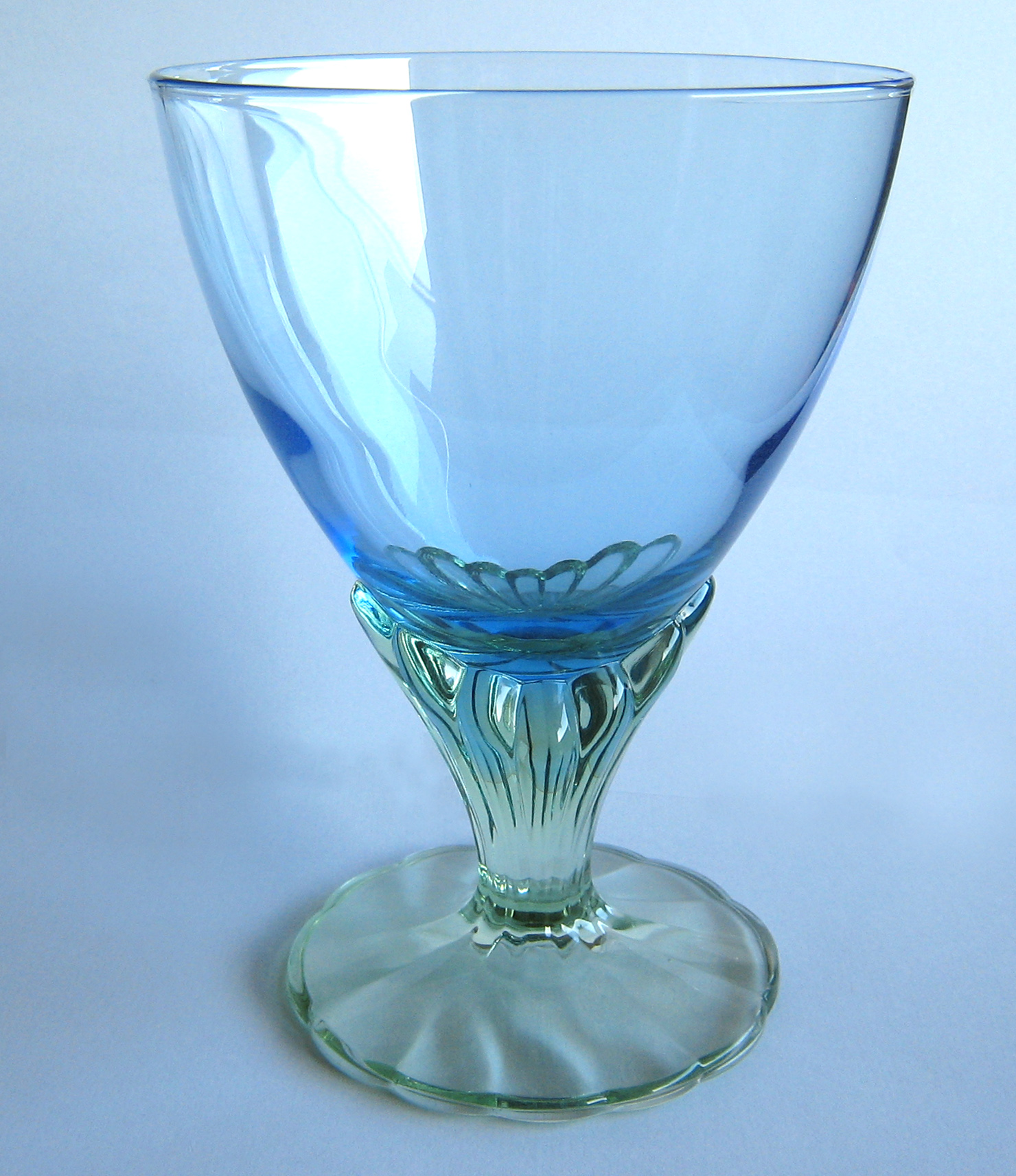
Bicchiere di vetro
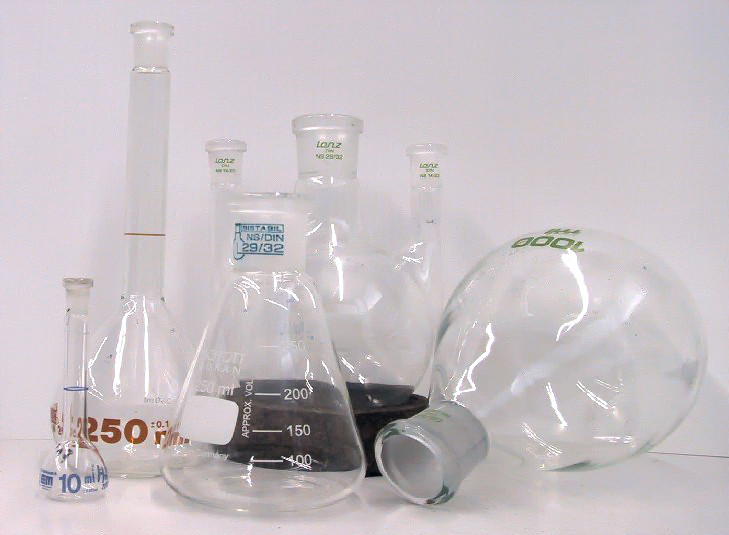
Vetreria da laboratorio
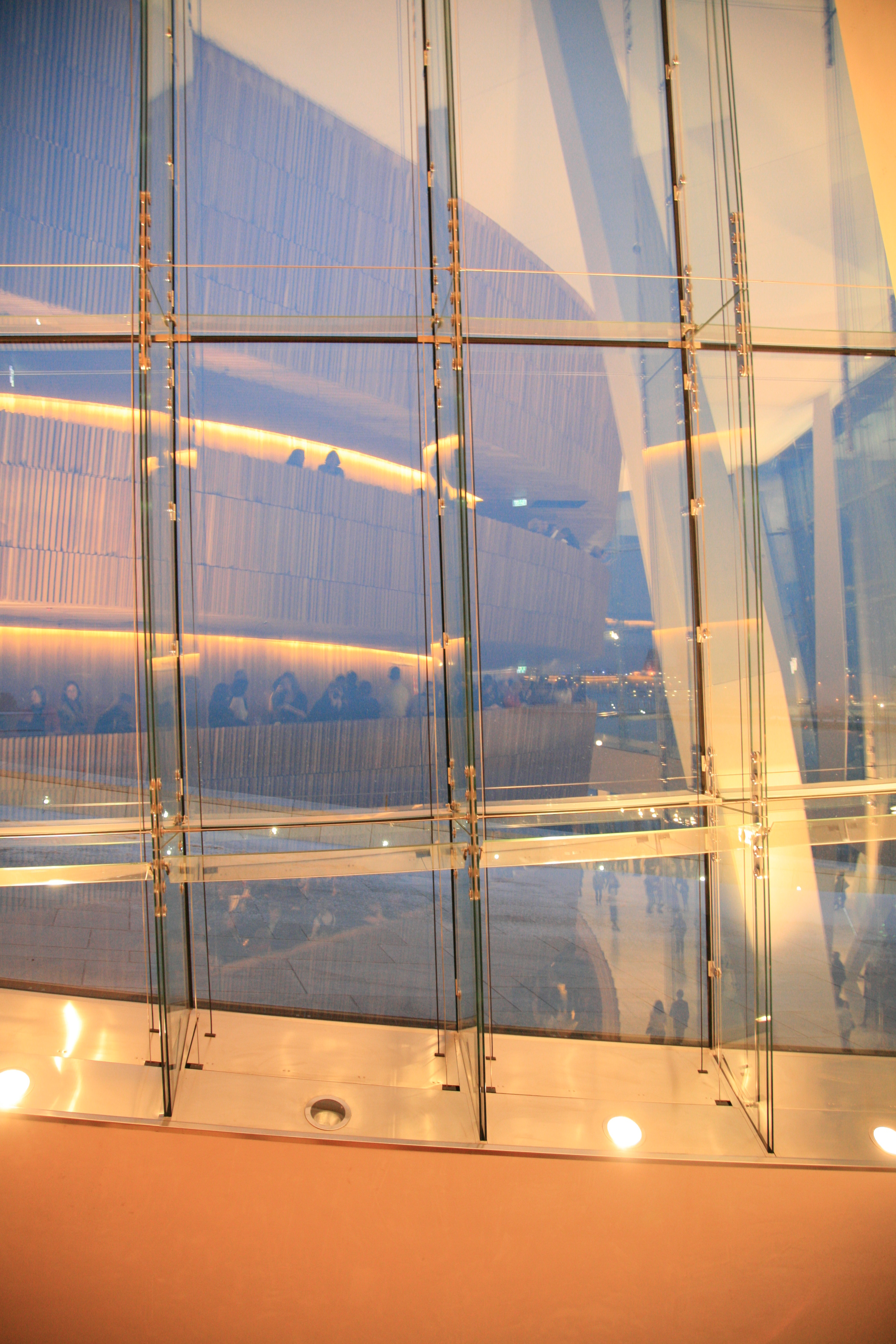
Finestre in vetro (palazzo dell'Opera di Oslo)

### Vetro artistico

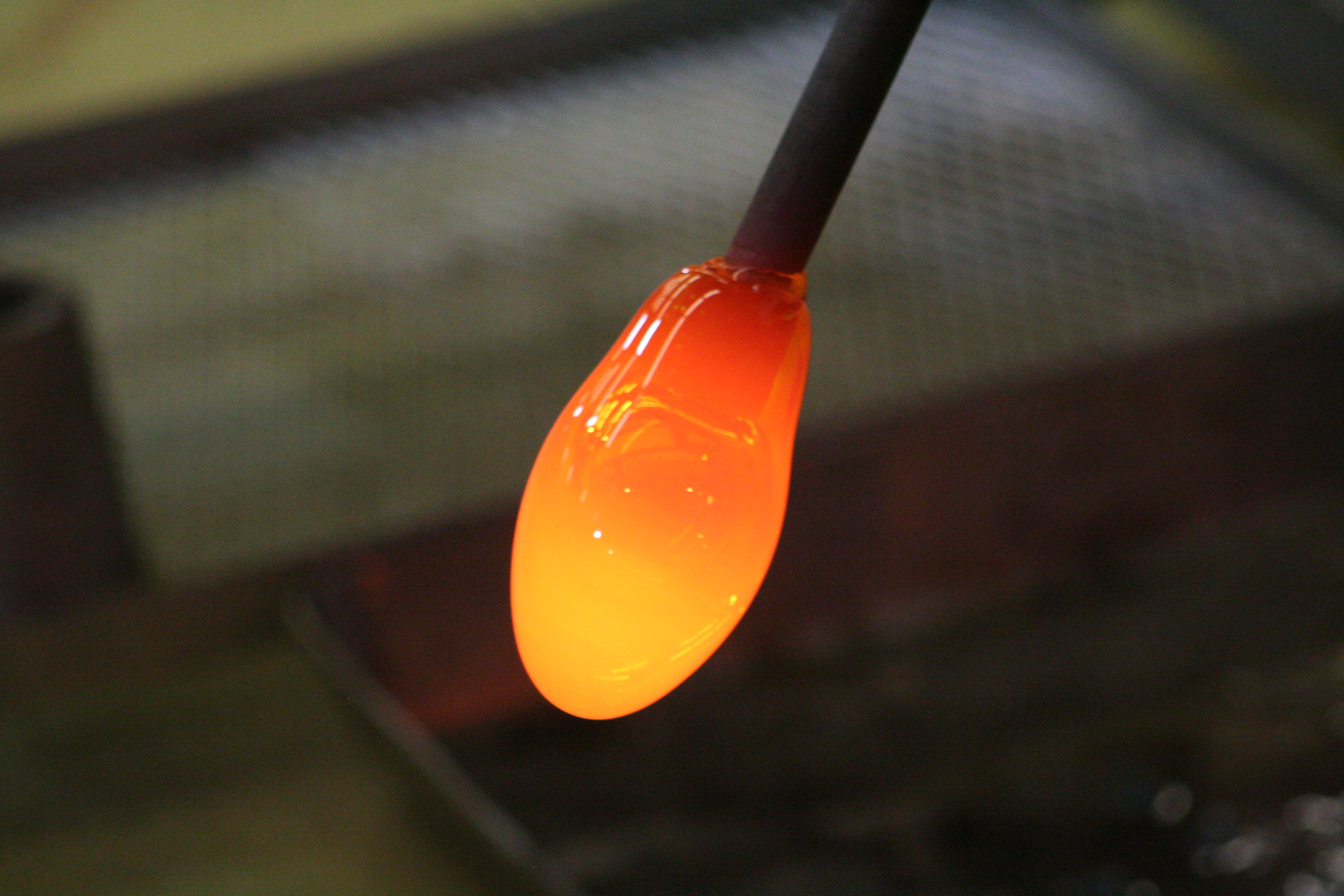
Lavorazione del vetro soffiato

Si ricordano i nomi di alcuni antichi artisti del vetro dell'antichità come Ennione di Sidone del I secolo d.C.
Nonostante la disponibilità di nuove tecnologie, il vetro soffiato o lavorato alla fiamma continua a essere prodotto, per esempio per la realizzazione di opere artistiche.
Alcuni artisti che hanno utilizzato il vetro per la produzione delle loro opere sono: Sidney Waugh, René Lalique, Albert Dammouse, François Décorchemont, Émile Gallé, Almaric Walter, Gabriel Argy-Rousseau, Dale Chihuly, Hilton McConnico, Denise Gemin e Louis Comfort Tiffany.
Il termine "vetro cristallo", derivante dal cristallo minerale, ha assunto la connotazione di vetro incolore di alta qualità, spesso ad alto contenuto di piombo, ed è in genere riferito a oggetti raffinati soffiati a mano, che dalla fine del 1800 hanno visto il fiorire delle vetrerie artistiche di Murano quali: AVEM, Alfredo Barbini, Fratelli Barovier, Barovier & Toso, Fratelli Toso, MVM Cappellin & C., Formia International, Cenedese, Pauly & C. - Compagnia Venezia Murano, SAIAR, Seguso, Salviati, Venini, Zecchin-Martinuzzi.
In Italia la maggior concentrazione di stabilimenti dove viene prodotto il vetro al piombo, comunemente chiamato cristallo, è a Colle di Val d'Elsa dove, dal 1300, viene prodotto il vetro e poi dagli anni 1960 il cristallo arrivando a coprire circa il 95% della produzione italiana e il 14% a livello mondiale.
Esistono molte tecniche di lavorazione artistico per il vetro, ciascuna più adatta per particolari oggetti. L'artista del vetro può soffiare il vetro, lavorarlo alla fiamma, oppure creare vetrate con forni che raggiungono la temperatura di fusione, inglobando nella lastra base il motivo creato con vetri di colore diverso. È anche possibile tagliare il vetro con seghe al diamante e lucidarne le superfici. Tra gli oggetti in vetro si hanno: stoviglie (ciotole, vasi e altri contenitori), biglie, perline, pipe da fumo, sculture e mosaici. Spesso vengono utilizzati vetri colorati oppure smaltati, anche se questi ultimi sono considerati da alcuni meno raffinati.
Il museo di storia naturale di Harvard possiede una collezione di riproduzioni estremamente dettagliate di piante e animali in vetro, lavorati alla fiamma da Leopold e Rudolf Blaschka, che portarono il segreto della loro tecnica nella tomba. I fiori di vetro di Blaschka sono ancora oggi fonte di ispirazione per gli artisti moderni.
Il vetro colorato ha una lunga storia artistica: molte chiese ed edifici civili hanno splendide finestre realizzate con tali vetri (origine delle vetrate).

#### Tipologia del vetro antico europeo
Tra i vari tipi di vetro antico si ricordano:
- Vetro a cammeo, tipico di Murano, conosciuto già in epoca Romana, è formato da due strati sovrapposti, di colore e lucentezza contrastanti. Lo strato esterno è lavorato a intaglio.
- Vetro a ghiaccio, dalla superficie rugosa e screpolata, ottenuto sottoponendo il vetro a bruschi cambiamenti di temperatura, era conosciuto già nel Rinascimento.
- Vetro a serpenti o a testa d'aquila, tipico della produzione muranese dei secoli XVII e XVIII, utilizzato per gambi di calici che erano formati da cordoni intrecciati di pasta vitrea, di diverso colore.
- Vetro alato, conosciuto anche come à la façon de Venise, tipico di Murano dal XVI al XVII secolo, con terminazioni e decori a rilievo di varia forma e colore.
- Vetro di Almeria, tipico dei secoli XVI e XVII delle fornaci di Almería (vetrerie erano lì già attive sotto dominazione araba), di Murcia e di Malaga, per fiasche e bottiglie - anche a forma di animale - e bicchieri, a forti tinte gialle, verdi, lilla o verdone, decorati con elementi a rilievo.
- Vetro di Anversa, dove la prima fornace fu aperta nel 1535 dal vetraio belga Van Helmont che realizzò oggetti ispirati alla produzione italiana. Nel Seicento era attiva la fornace di Vincenzo Pompeio, dove si produssero anche bicchieri con il caratteristico calice traforato oppure à flute, e anche boccali per birra a forma di stivale e caraffe con il coperchio in peltro o in ceramica decorata.
- Vetro di Barcellona, prodotto nel XVII secolo, aveva decorazioni a smalto colorato. Coppe, bottiglie e fiasche erano decorate con mazzi di fiori, uccellini, tralci fioriti. Tra i vetri catalani, erano famosi i porta profumi, detti "almorratxa".
- Vetro di foresta, tipico prodotto dell'Europa centrale, estratto dalla soda ricavata da piante come il faggio e la felce.
- Vetro di Murano, soffiato e a volte decorato con pitture a smalto, di cui fu maestro nel Quattrocento Agnolo Barovier. Il vetro cinquecentesco è terso e incolore. Vengono poi realizzati i vetri marezzati che riproducono le venature delle pietre dure, poi a ghiaccio e a filigrana. Nel Seicento Vincenzo Miotti inserisce nella pasta vitrea minuscoli elementi di rame (vetro ad avventurina). Il fusto e il calice del bicchiere viene decorato con volute, serpentelli e grovigli. Nel Settecento, con la moda del cristallo di Boemia, il vetro si appesantisce e viene sfaccettato alla ruota. L'arte del vetro rinasce a fine Ottocento, grazie alle famiglie Toso, Seguso e Barovier.
- Vetro églomisé, tecnica messa a punto nel 1786 dal vetraio parigino Jean Baptiste Glomy, consiste nell'applicare dietro la superficie vitrea una foglia d'oro.
- Vetro francese, realizzato da metà del Cinquecento, grazie a vetrai emigrati in Francia da Bologna, dal Piemonte, da Murano. Agli inizi del XVII secolo Nevers diventa il più importante centro di produzione.
- Vetro irlandese, prodotto a Dublino dal XVII secolo, ha caratteristiche fasce decorative a losanghe.
- Vetro marittimo, prodotto da ceneri di alghe e di piante lacustri, importate dalla Spagna e dalla Siria.
- Vetro a murrina, tipico di Murano, realizzato con frammenti colorati messi dentro una canna di vetro trasparente che viene poi tagliata a fette.
- Vetro rubino, perfezionato nel 1679, a Potsdam, da Johann Kunckel, si ottiene mescolando all'impasto vitreo il cloruro d'oro che dà una colorazione dal rosa al rosso.
- Vetro tedesco, prodotto principalmente a Norimberga, intagliato e inciso con la tecnica a punta di diamante. Nel periodo barocco si aggiunsero decori a tralci, a viticci, a girali.
- Vetro lattimo o vetro opalino, con riflessi e colorazione lattiginosa, bluastra azzurrognola o verdastra.

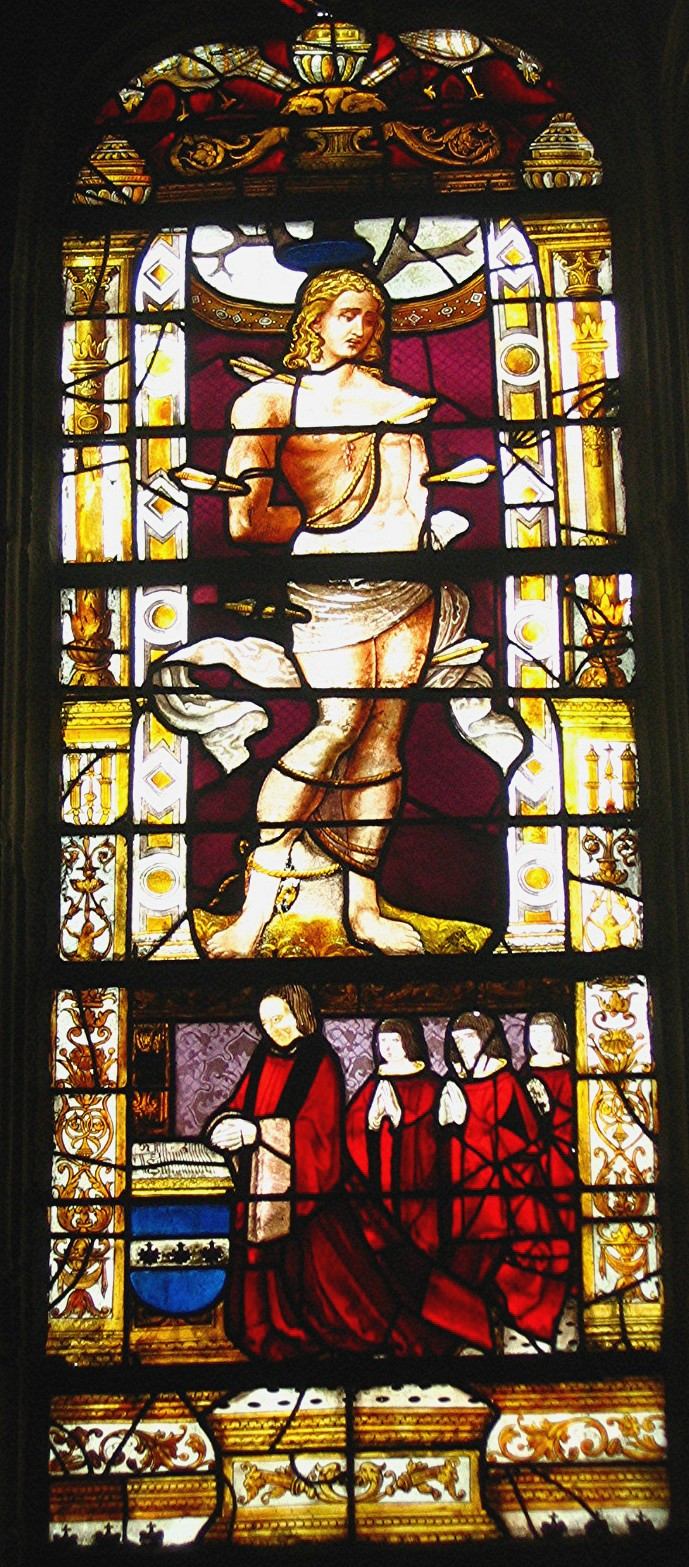
Vetrata colorata della cattedrale di Les Andelys in Normandia
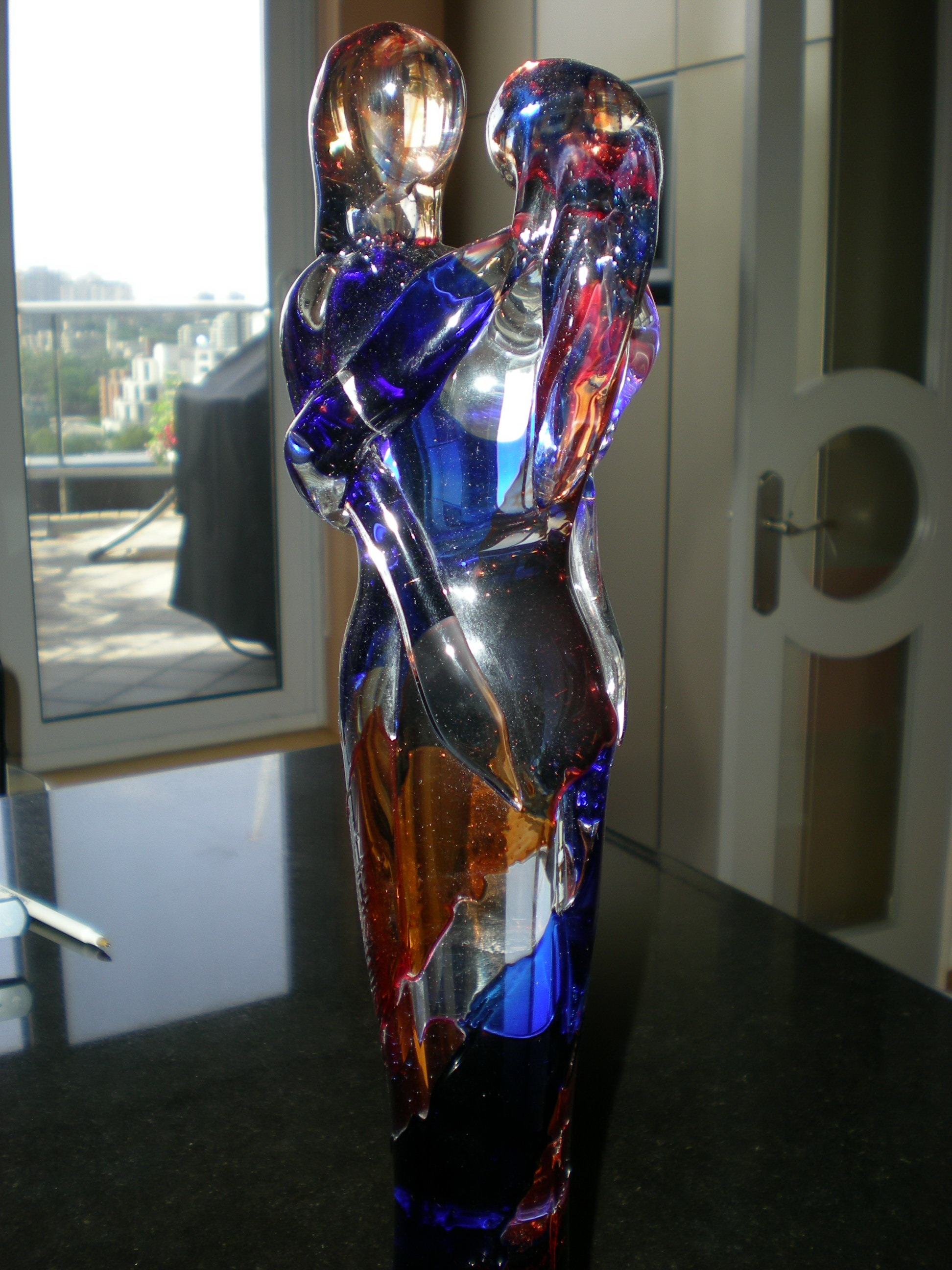
Scultura di vetro
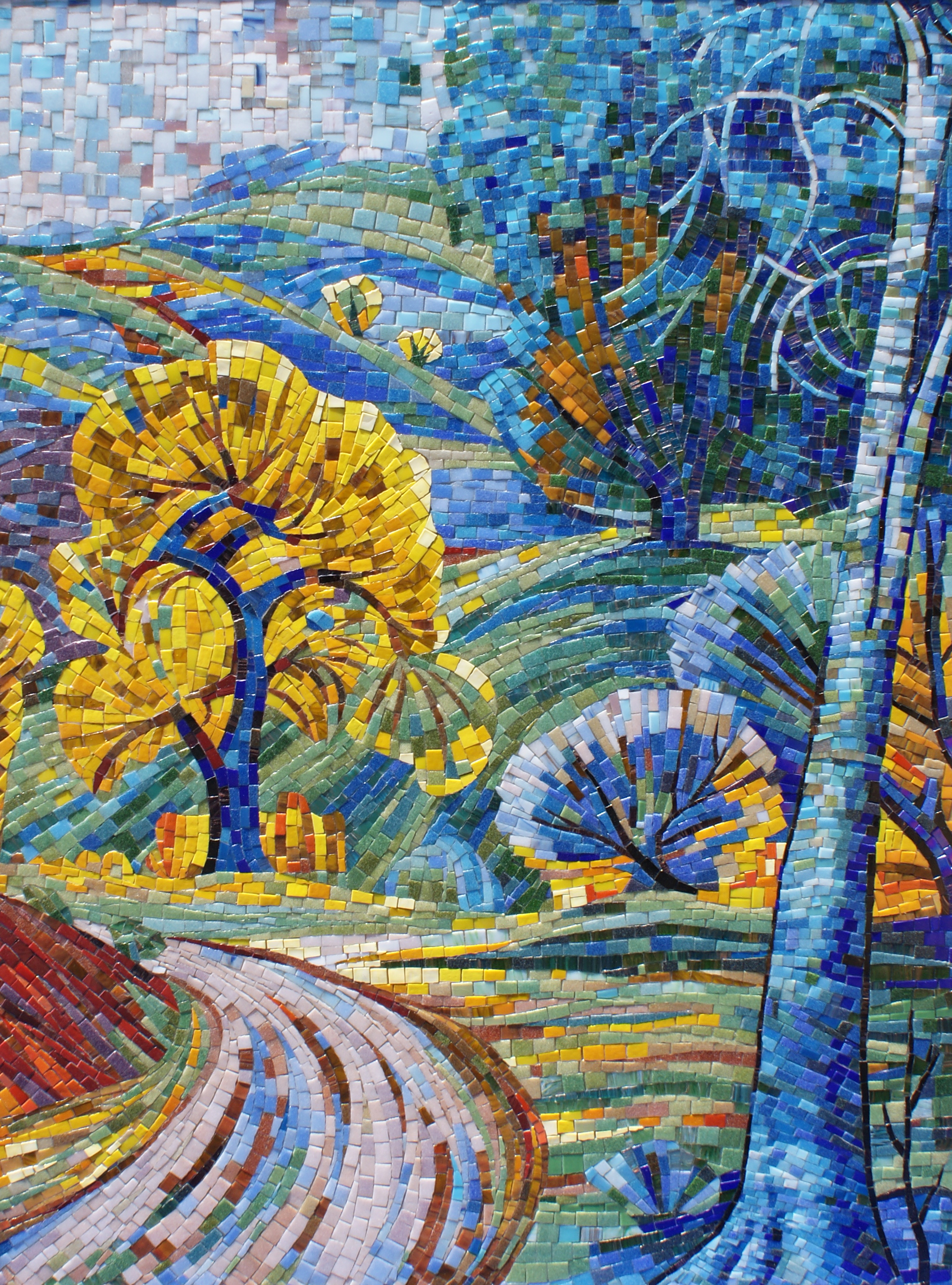
Mosaico realizzato con tessere in vetro
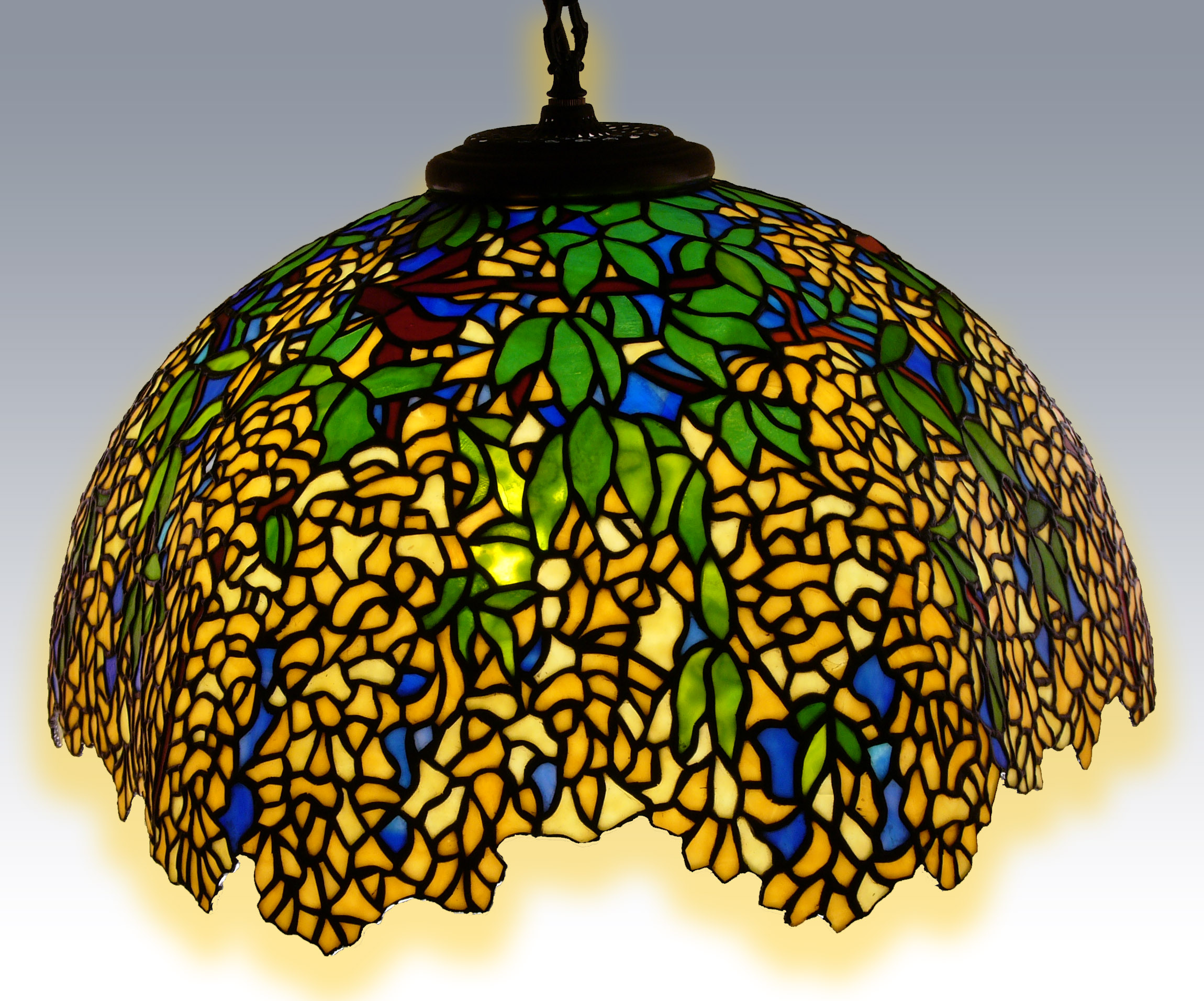
Tecnica Tiffany

## La raccolta e il riciclo del vetro

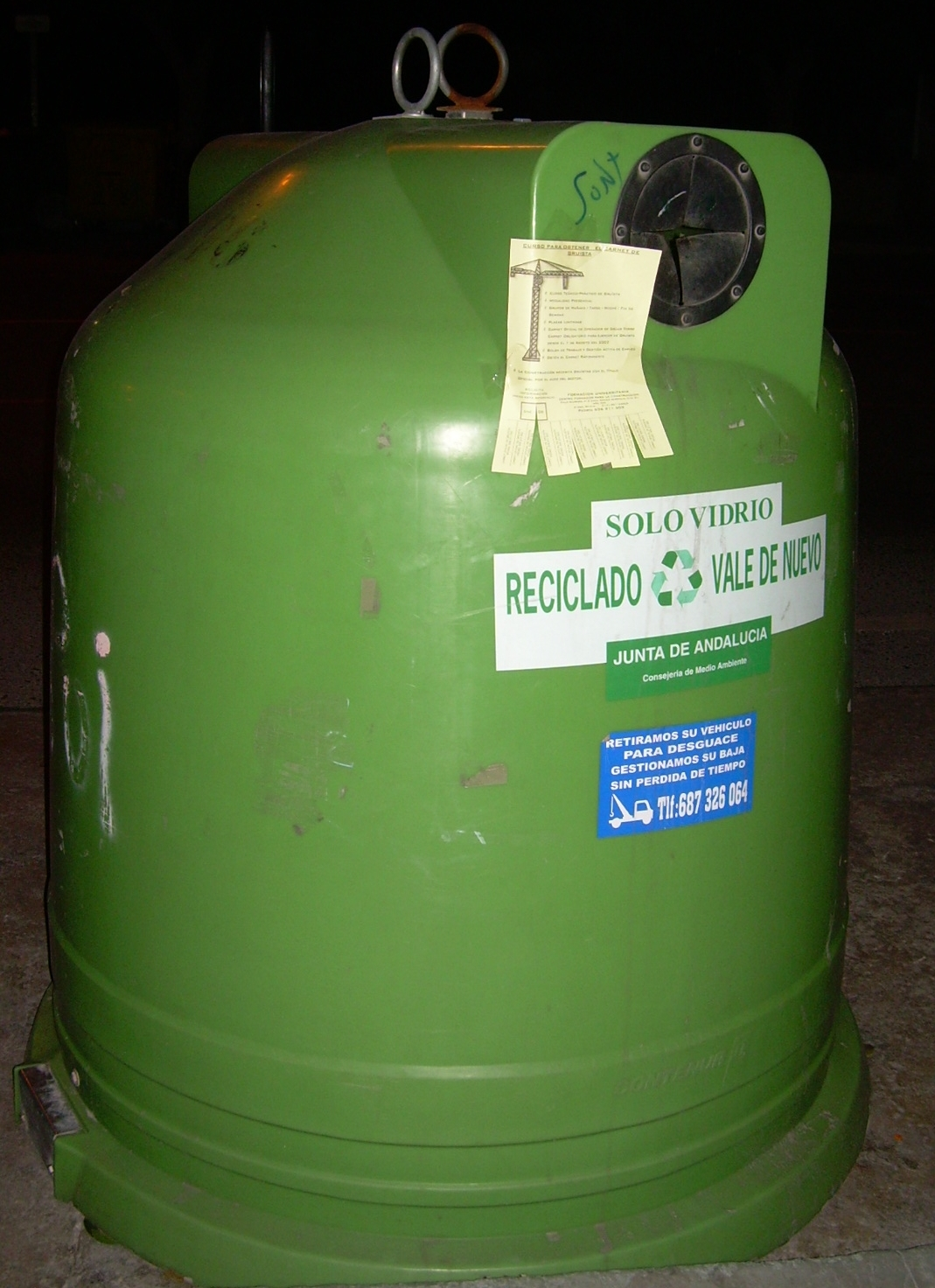
Raccoglitore "a campana" per la raccolta differenziata e il successivo riciclaggio del vetro

I rottami di vetro provenienti dalla raccolta differenziata vengono utilizzati per la maggior parte per ottenere vetro cavo. Per tale motivo, la raccolta differenziata del vetro è rivolta al riutilizzo di rottami di oggetti in vetro cavo (bottiglie, flaconi e barattoli in vetro), mentre i vetri per finestre e gli specchi (che vengono ottenuti tramite processo float) non vanno inseriti nelle campane per la raccolta del vetro, in quanto vanno stoccati separatamente. Non vanno inoltre inseriti nelle campane per la raccolta i vetri pyrex (utilizzato per pirofile e vetreria da laboratorio) e i vetri inseriti in dispositivi elettrici/elettronici (schermi di televisori e lampadine).
Dopo la raccolta, i rottami di vetro vengono sottoposti ad alcuni trattamenti per allontanare impurezze di altri materiali (tra cui carta, plastica, ceramici e metalli); tali trattamenti includono:
- lavaggio con acqua
- separazione manuale
- vagliatura
- aspirazione con aria
- deferrizzazione tramite dispositivi magnetici e metal detector.

Risulta utile effettuare una raccolta differenziata del vetro per colore, in quanto vetri di colore uguale presentano in genere composizione e proprietà chimico-fisiche più simili.